# Mindennapi élet Athénban Periklész korában

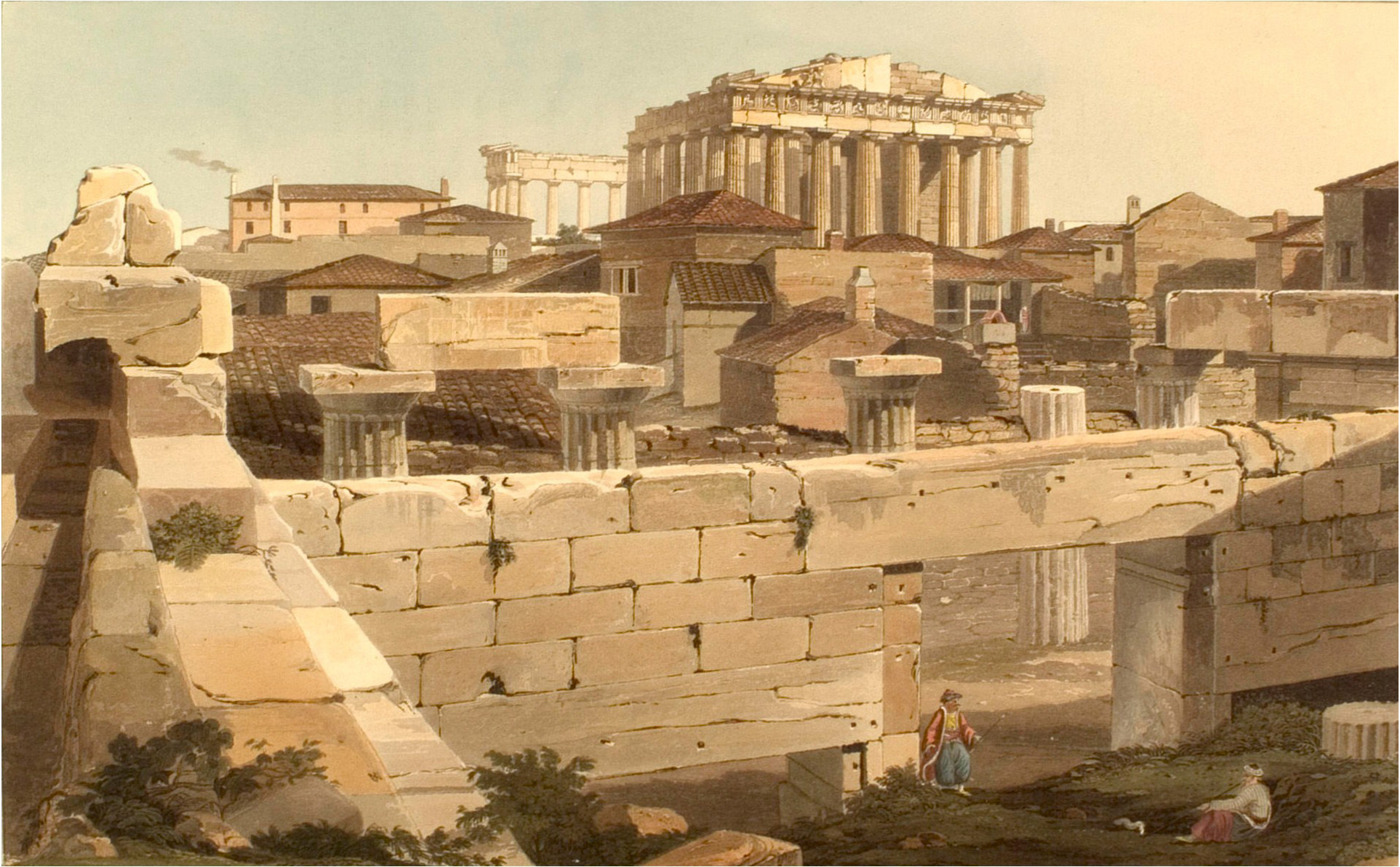
Athén központja egy 19. század eleji festményen

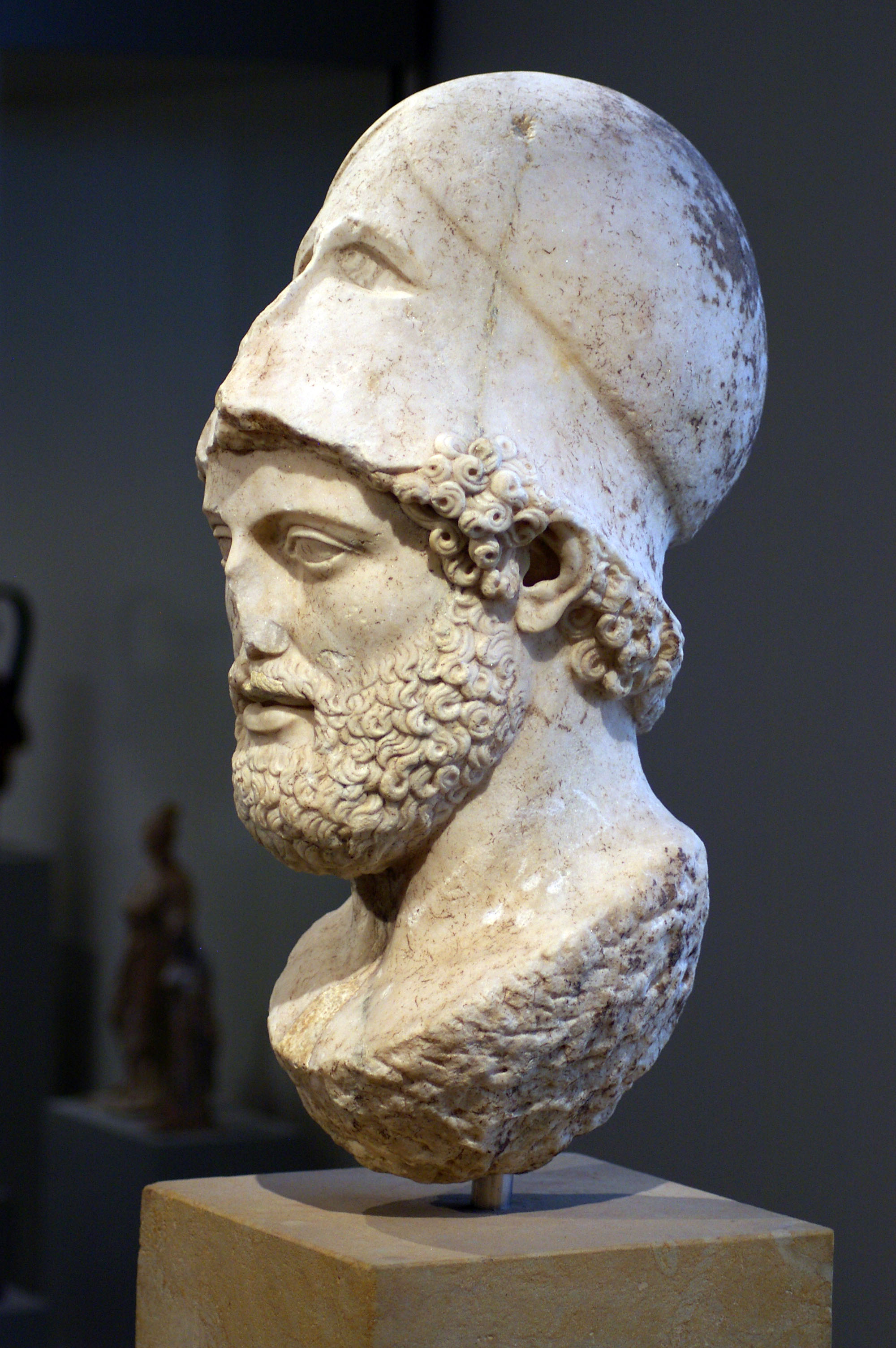
Periklész

Az ókori Athén mindennapi élete az i. e. 5. századra, Periklész korára, például szolgált a Földközi-tenger egész medencéjében létrehozott görög városállamok, illetve rajtuk keresztül a Római Birodalom, sőt későbbi korok számára is. Ekkor élte virágkorát az i. e. 7. századtól, hosszú küzdelmek során kialakult görög demokrácia társadalmi rendszere.
Az athéni demokrácia a lakosság szűk körére korlátozódott, csak a polgárjoggal rendelkező szabad férfiakra. A gazdasági tevékenység nagy része a rabszolgákra hárult. A hagyományosan legfontosabb mezőgazdaság egyre kevésbé tudta kielégíteni a városlakók igényeit, ezért nőtt a szerepe a kereskedelemnek. A gazdaság szilárd támasza volt ebben a korban a közeli ezüstbányák termelése.
A családokban a vezető szerep a családapáé volt, a „tisztességes” nők a háztartásba szorultak, a társadalmi életben nem vehettek részt. A középületeket, templomokat kőből, márványból emelték, de a görög polgárok lakásai túlnyomórészt vályogból épültek, döngölt, egyenetlen padlózatuk és nagyon szerény berendezésük volt. A ruházat alapja a szabás nélküli textilből készült, gondosan redőzve, csattal rögzítve magukra öltött tunika, köpeny, kendő volt. A tisztálkodásra és a szépítkezésre is ügyeltek.
Az athéni polgárok többsége nem végzett fizikai munkát, napjaik nagy részét az agorán töltötték társasági élettel. Az alapvető élelmiszer a gabona és a hal volt, de a módosabbak sokféle húsételt is fogyasztottak. A gazdagabb körökben gyakori esti lakomák nem csak a szórakozás, hanem a tartalmas beszélgetések és a művelődés színterei is voltak.

## A város

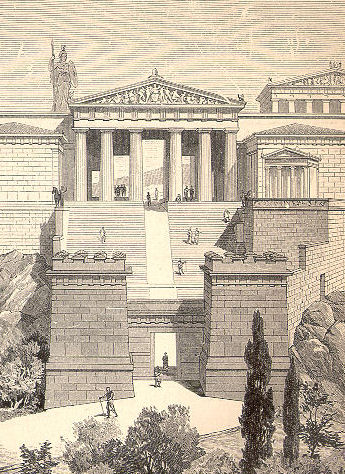
Az ókori athéni Akropolisz bejáratának rekonstrukciója egy 19. századi rajzon

A görögök az i. e. 6. századig túlnyomórészt vidékies jellegű településeken éltek; az i. e. 5. századra jöttek létre a klasszikus görög városok, de ekkor már százával az egész Mediterráneumban, valamint a Fekete-tenger partjain. Ezeket mind a tengerpart közelében lévő magaslatokon építették, a vízi közlekedés és a védhetőség szempontjait egyaránt figyelembe véve. Gyakorlatilag az összes görög város magja a vár jellegű felsőváros, az akropolisz volt. Az athéni Akropolisz már az i. e. 6. században fontos vallási funkciót is kapott, itt építették fel a legszentebb épületeket. I. e. 480-ban a perzsák lerombolták, de már az i. e. 5. század közepére újjáépítették. I. e. 447 és 406 között aztán itt hozták létre a világ egyik legnevesebb építőművészeti alkotását, a Parthenónt. Ettől kezdve a környék a korábbiaknál is nagyobb szabású ünnepségeknek lett a színtere.
A görög városok mindennapi életének központját nem az akropolisz, hanem az agora képezte. Így volt ez Athén esetében is. Ezt a központi teret általában a városon áthaladó két legfontosabb út találkozásánál alakították ki. Itt jött létre fokozatosan a város kereskedelmi, társadalmi, politikai és vallási életének központja. Az agora kezdetben csak egy puszta tér volt, de fokozatosan középületeket, szentélyeket, templomokat emeltek köré. Athénban az agora egyik oldalán építették fel a Buleutériont, az államtanács, az 500 tagú bulé gyűléshelyét, amely a levéltárnak, a nyilvántartások hivatalának is otthont adott. Ugyanitt helyezték el Rhea, Zeusz anyjának szobrát is, Pheidiasz alkotását, amely ülve ábrázolta az istennőt, aki egyúttal a nyilvántartások őre is volt. A bulé tagjai közül ötvenen mindig ügyeletet tartottak, tizenheten pedig a közelben aludtak, így mindig készen állt a testület, hogy egy esetleges válságban átvegye az irányítást. A nyilvántartó hivatalban őrizték a törvényeket, a perek jegyzőkönyveit, a polgárok névsorát, a hivatalos súly- és hosszmértékeket. A hivatali és közigazgatási központ kialakulásával a kereskedők kiszorultak erről a területről. Ennek ellenére Athén fénykorában állandó volt itt a nyüzsgés: a polgárok itt jöttek össze ügyeiket intézni, pletykálkodni, beszélgetni politikáról, filozófiáról. A nagy, nyitott oszlopcsarnokok, a sztoák valamelyest megvédték őket az időjárás viszontagságaitól, a túlzott napsütéstől vagy az esőtől. Külön épületben volt itt a hivatalnokok számára egy étkezde, ahol ebédre általában sajtot, árpakenyeret, olajbogyót és póréhagymát, de néha húst vagy halat is ettek, illetve hígított bort ittak hozzá. A fekete mázas edényeken „ΔΗ” felirat jelezte, hogy köztulajdonban (δημοσίων / démoszión) vannak. A hivatal szomszédságában, a domboldalban egyfajta nézőteret alakítottak ki, ahol mintegy 200 ember fért el. A köztisztviselők itt tehették meg jelentéseiket az illetékes bizottságoknak. Az athéni agora határát, annak hivatalos szerepe miatt, márvány határkövekkel jelölték meg, amelyekre ez a felirat került: „Én jelzem az agora határát”.
Az agora közelében állt a Királyi Csarnok (Sztoa Basziliké), ahol az évente választott „király”, a baszileusz székhelye volt. Névlegesen is csak az athéni kormányzat második embere volt (arkhón baszileusz), és hatásköre csaknem kizárólag vallási ügyekre korlátozódott. Viszont itt tették közszemlére a kőbe vésett törvényeket, és itt állt az úgynevezett királyi kő, egy ősi, dísztelen kőtömb is, amelyre a választott hivatalnokok letették esküjüket.
A görög városok nagyrészt korábbi falvak összeolvadásából alakultak ki, Athén esetében ez magyarázza azt, hogy a város neve görögül többes számban rögzült (Athénai). A spontán fejlődés nyomán a városképben szinte áttekinthetetlen összevisszaság uralkodott. Az új házak elhelyezését, alakját mindössze az építtetőjük képzelete és anyagi lehetőségei határozták meg. Az utcák így kacskaringósak és gyakran alig másfél méter szélesek voltak. Sok volt a zsákutca és a szintkülönbségek miatt a lépcső is. Az utcákat általában nem burkolták, állapotuk az altalajtól függött. A házak között disznók, kutyák kóboroltak élelmet keresve, turkálva a szemétben. Este természetesen csak fáklyával lehetett útnak indulni. Athén korabeli városrészei közül Kollütosz, Melité vagy a kézművesek lakta Kerameikosz igen szegényes volt. Gazdagabb kerület volt Szkambonidai, itt sok kis tér lazította a beépítettséget, tette barátságosabbá a környéket. Innen körbe lehetett járni az Akropoliszt, errefelé oktatta Szókratész sétálva a tanítványait.

### Városrendezés
A görög városok utcái eredetileg nagy összevisszaságban, spontán módon alakultak ki. Az utcáknak nem voltak neveik, és egyébként is nehéz lehetett volna tájékozódni, ha nem emelkedett volna a város fölé a mindenhonnan jól látható Akropolisz. Mivel azonban a város egyetlen része sem volt távolabb másfél kilométernél a hegytől, nem igazán lehetett eltévedni. Idővel azonban egyre több városban megjelentek az urbanizációs törekvések. Sakktáblaszerű rendben utcákat jelöltek ki, szétválasztották a polgári és a szakrális zónákat. A városrendezési törekvéseket legegyszerűbben az újonnan alapított gyarmatvárosokban lehetett érvényesíteni, mint a szicíliai Szelinoszban és Gelában már az i. e. 6. század elejétől. Athénban nagyobb városrendezésre akkor került sor, amikor i. e. 480-ban, majd újra 479-ben a perzsák lerombolták. Az újjáépítéskor helyenként öt méteres szélességű utcákat alakítottak ki, amiket később ki is köveztek. Ennek a munkának a felelősei az asztünomoszok, az útügyi hivatal tisztviselői voltak. Őket sorshúzással választottak meg, fizetést kaptak, és hatósági jogköreik is voltak. Az ókori görög szerzők a városrendezés atyjának a milétoszi Hippodamoszt tartották, aki sok görög városban működött, például Athén kikötővárosának, Peiraeiusznak a szerkezetét is ő alakította ki.

### Vízellátás
A görög városokban már az i. e. 6. században nagy erőfeszítéseket tettek a friss víz biztosítására a lakosság számára. Sok helyen vízvezeték-hálózatot építettek ki, helyenként már a föld alatt, a természetes vizek eljuttatására a települések központjába. Athénben az Ilisszosz folyó vizét hasznosították oly módon, hogy terrakottacsöveken keresztül vezették a vizet az Akropolisz közelében kiépített ciszternáig, ahonnét azután továbbvezették azt az egyes városrészek közkútjaihoz.

## A társadalom
Az i. e. 5. századra, Periklész korára teljesen kifejlődött Athénban az ókori görög demokrácia társadalmi rendszere. Az athéni demokrácia intézményei példaként szolgáltak az ókori görög városállamok hosszú sora számára, de nem egyedüliként, mert más városállamok is létrehoztak széles körben követett megoldásokat.
Az ókori görög demokrácia elméletben azonos jogokat biztosított minden húsz éven felüli férfi városi polgár számára. Az athéni polgárok azonban több szempontból is különböző közigazgatási-társadalmi csoportokba kerültek, ami egyúttal bizonyos társadalmi egyenlőtlenségeket is eredményezett.
A legősibb társadalmi csoportképző intézmény a phratria volt, ami azonos rangú szabadok végső soron rokonságon alapuló közösségét jelentette. A gyermekeket apjuk a megfelelő kor elérése után bemutatta a phratriának, ezzel váltak polgárrá. A másik alapvető fontosságú csoportképző intézmény a démosz volt, azaz valamely vidék, terület lakosainak összessége. A démoszhoz való tartozás szerint osztották a polgárokat phülékre, törzsekre, amik már a vérségi kapcsolatoktól független, „mesterséges” közigazgatási egységek voltak. Ezek szerint terhelték szét a lakosság között a katonai kiadásokat, az adókat, ezek szerint osztották el a köztisztviselők, tanácstagok, bírák számát.
Kleiszthenész i. e. 508–507-es reformja eredményeképpen az Athént is magába foglaló attikai félszigeten tíz phülé működött, amelyeket három-három trittüszre osztottak, mégpedig úgy, hogy mindegyikben legyen városi, tengerparti és hegyvidéki elem is. Szolón az athéni polgárokat négy vagyoni osztályba sorolta. Csak a felső három tagjait lehetett megválasztani a különböző városi posztokra, de a legszegényebbek is részt vehettek és szavazhattak a népgyűléseken.
Az i. e. 5. században a gazdasági fellendülés nyomán gyorsan növekedett Athén lakossága. Kleiszthenész reformjai után arra is lehetőség nyílt, hogy a városon kívülről érkezettek is gyorsan integrálódjanak az athéni társadalomba. Periklész ezt a folyamatot akarta fékezni akkor, amikor i. e. 451-ben törvényt fogadtatott el az athéni polgárjog korlátozásáról. Eszerint csak az lehetett teljes jogú athéni polgár, akinek már az apja is az volt, és az anyja is athéni polgár leánya volt.
A gyakorlatban az athéniak kiváltságosnak érezték magukat a többi göröghöz képest is, nem is beszélve a nem-görögökről, barbárokról. Etnikailag jónoknak tartották magukat, és lenézték a durvának tartott dórokat. A politikai nézetek tekintetében nem mindenki volt híve a demokráciának. Az oligarchikus nézeteket vallók szerint a demokrácia az ingyenélők világa, a demokrácia hívei szerint viszont az oligarchák kapzsik és elnyomók voltak.

### A népgyűlés

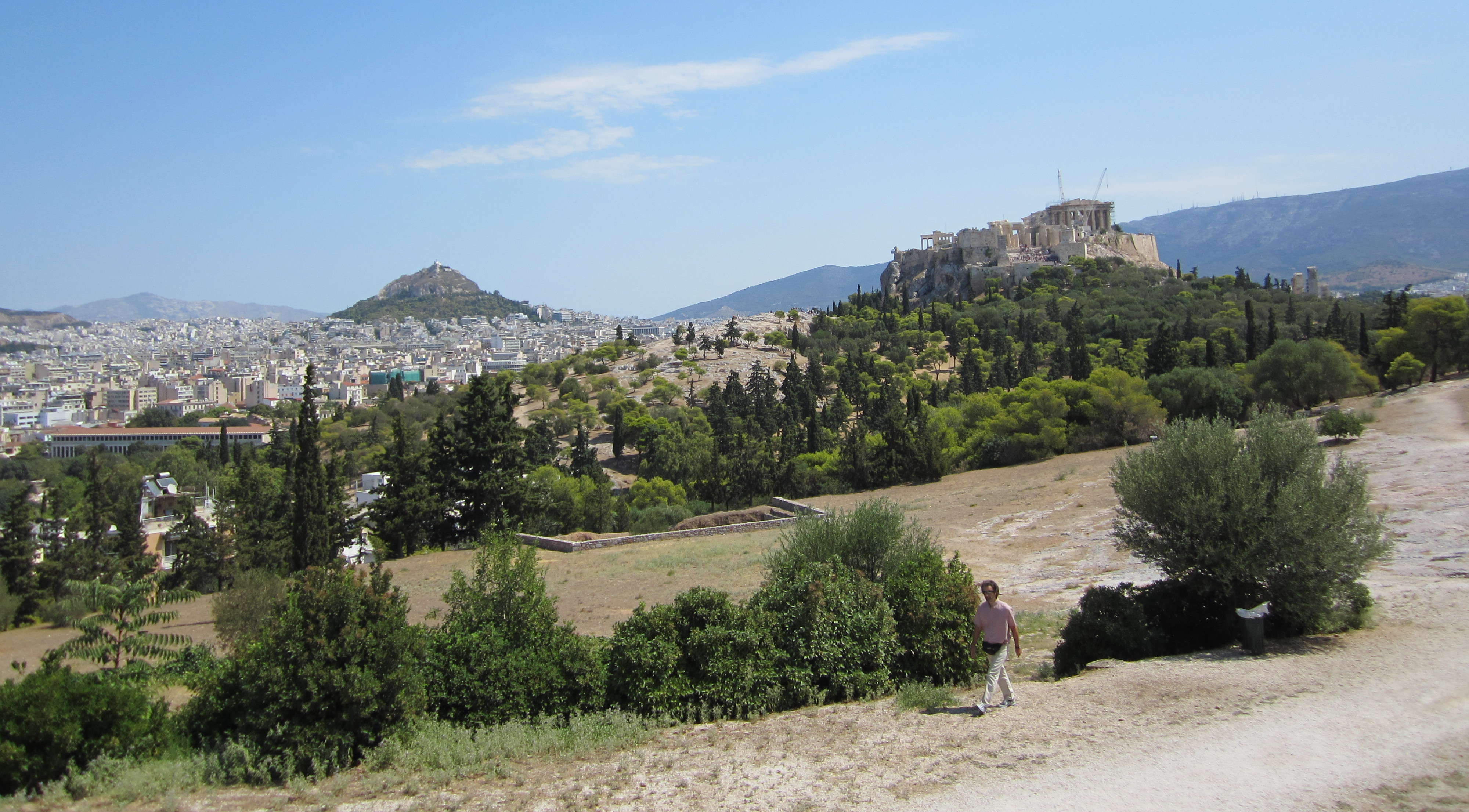
A Pnüx domboldala a 21. században

Az athéni demokratikus társadalmi berendezkedés alapvető intézménye volt a népgyűlés, az ekklészia. A népgyűlés fajtái közül az egyiken csak a lakosságra vonatkozó határozatokat hoztak, a másikon hadvezéreket választottak, illetve a hadakozás befejezése után értékelték teljesítményüket, jutalmazták vagy büntették – esetleg kivégeztették – őket. (A később esetleg megbánt kivégzések esetében azokat vonták felelősségre, akik „félrevezették a népet”). További fajta népgyűlésen a nomothenészek által előkészített törvényeket fogadták vagy vetették el.
A népgyűléseken csak a húsz év feletti, szabad athéni férfi polgárok vehettek részt. Az ő számuk becslések szerint mintegy 30 000 lehetett, de ennyien nem is fértek volna el itt. A gyakorlatban a várostól távol lakó parasztok csak ritkán jelentek meg a gyűléseken, azokon inkább a városi polgárok, kézművesek és kereskedők vettek részt. A részvétel ösztönzésére a megjelentek a 4. századtól napidíjat is kaptak. Átlagosan 3–4000, időnként 6000 körüli ember gyűlt össze, és így a polgárjoggal nem rendelkezőknek is jutott külön hely, hogy követhessék az eseményeket. Ez azt is jelenti, hogy a demokratikus rendszert a lakosság 5%-ának a szavazatai tartották fenn.
Ezt a legmagasabb döntéshozó fórumot átlagosan negyvenszer hívták össze egy évben. A napirendről hirdetményeken előre tájékoztatta a lakosságot a bulé, azaz a tanács, aminek igen komoly volt a politikai szerepe. Hogy tagjai ne tehessenek szert túlzott hatalomra, véletlenszerűen, sorshúzással választották ki őket, és egy személy csak egy évig tölthetett be egyfajta hivatalt.
A gyűlések színhelye a Pnüx volt, egy homorú domboldal, amely természetes színházi nézőtérként lehetőséget biztosított arra, hogy néhány ezer ember hallhassa a középen, lent elhelyezkedő szónokokat. A gyűlések kijelölt napjának reggelén az agórán és más forgalmas helyeken a városi rendészeti feladatot ellátó szkíta íjászok és az általuk irányított rabszolgák vörös festéktől nedves kötelet húztak ki, és elkezdték lassan terelni a tömeget a gyűlések tere felé. A kötél elől a rabszolgák és a nők kitértek, de sokan a polgárjoggal rendelkező férfiak közül is. A többiek siettek a Pnüx felé, mert akinek a késlekedés miatt festékes lett a ruhája, annak pénzbüntetés járt. A domboldalon letelepedtek, üdvözölték az ismerősöket, de hivatalnokok, papok is járták a területet, ellenőrizve, hogy a résztvevők közé nem keveredett-e illetéktelen személy.
Ezután a bulé, a tanács által előkészített napirendet a gyűlés elé terjesztették, és hozzászólásokat kértek. Bárki felszólalhatott, de a szónoklásra többnyire gyakorlott, hivatásos szónokok vállalkoztak, akik fizikailag is képesek voltak hangjukat eljuttatni a több ezer hallgatóhoz. Amikor valaki fellépett a tribünre, mirtuszkoszorút tettek a fejére, és ezáltal immunitást kapott, sérthetetlenné nyilvánították. A közönség általában igen kritikusan viszonyult a felszólalókhoz, a támogatás elnyeréséhez nagy ügyesség kellett, a nem elég meggyőző szónokokat könnyen lehurroghatták – tettlegességre azonban ritkán került sor.
A felszólalások után az elnök megszavaztatta a népgyűlést. A szavazás karfelemeléssel történt. Ezeket nem számolták meg, csak becslést végeztek; ha nem volt egyértelmű az eredmény, a vita folytatódott. A lezáratlan kérdések további megvitatását este folytatták, vagy – váratlan esőzés esetén – elhalasztották a következő alkalomra.

### A rabszolgák helyzete
A görög társadalom gazdasági alapját erre az időre már a rabszolgatartás jelentette. A rabszolgák az átlagos polgárcsaládoknak is elengedhetetlen tartozékai voltak. Később Arisztotelész úgy fogalmazott, hogy a legkisebb társadalmi egység a család, amelynek „tagjai a férfi, a felesége és a rabszolgájuk”. A rabszolgák helyzete ugyanakkor rendkívül sokféle lehetett, a háztartásokban szinte családtagként tartott, esetleg fontos irányító feladatokkal is megbízott patriarchális rabszolgáktól a gazdasági élet sokféle ágában foglalkoztatott dolgozókon át egészen a bányák mélyén rövid életük végéig robotoló szerencsétlenekig vagy az olcsó bordélyházakban kizsákmányolt rabszolganőkig.
A rabszolgákat külön piacokon árusították, ahol ugyanúgy megvizsgálták, megtapogatták őket a vásárlók, mint más árucikkeket. Nagy tömegeik a hadifoglyokból kerültek ki. Kimón i. e. 468-ban nagy győzelmet aratott a perzsák felett, ezután húszezer rabszolga került a piacra. De sok görög is rabszolgasorba került a görög államok egymás ellen folytatott harcai révén. Természetesen a rabszolgák, lehetőség esetén, tömeges szökéssel vagy felkeléssel igyekeztek kitörni helyzetükből. Sokan közülük azonban teljesen beletörődtek sorsukba, és szabadon mozoghattak. Athén kikötőjében, Pireuszban a lakosság negyede rabszolga volt. Az utcákon öltözetük alapján nemigen lehetett megkülönböztetni őket a szabad lakosság alacsonyabb rétegeitől, hacsak nem tetoválásuk alapján, ami lehetett korábbi barbár életük emléke, vagy a gazdájuk által rájuk tétetett jel. Az állami rabszolgák gyakran hivatalos feladatokat is elláttak, például a városőrség tagjai voltak.

## Vallás

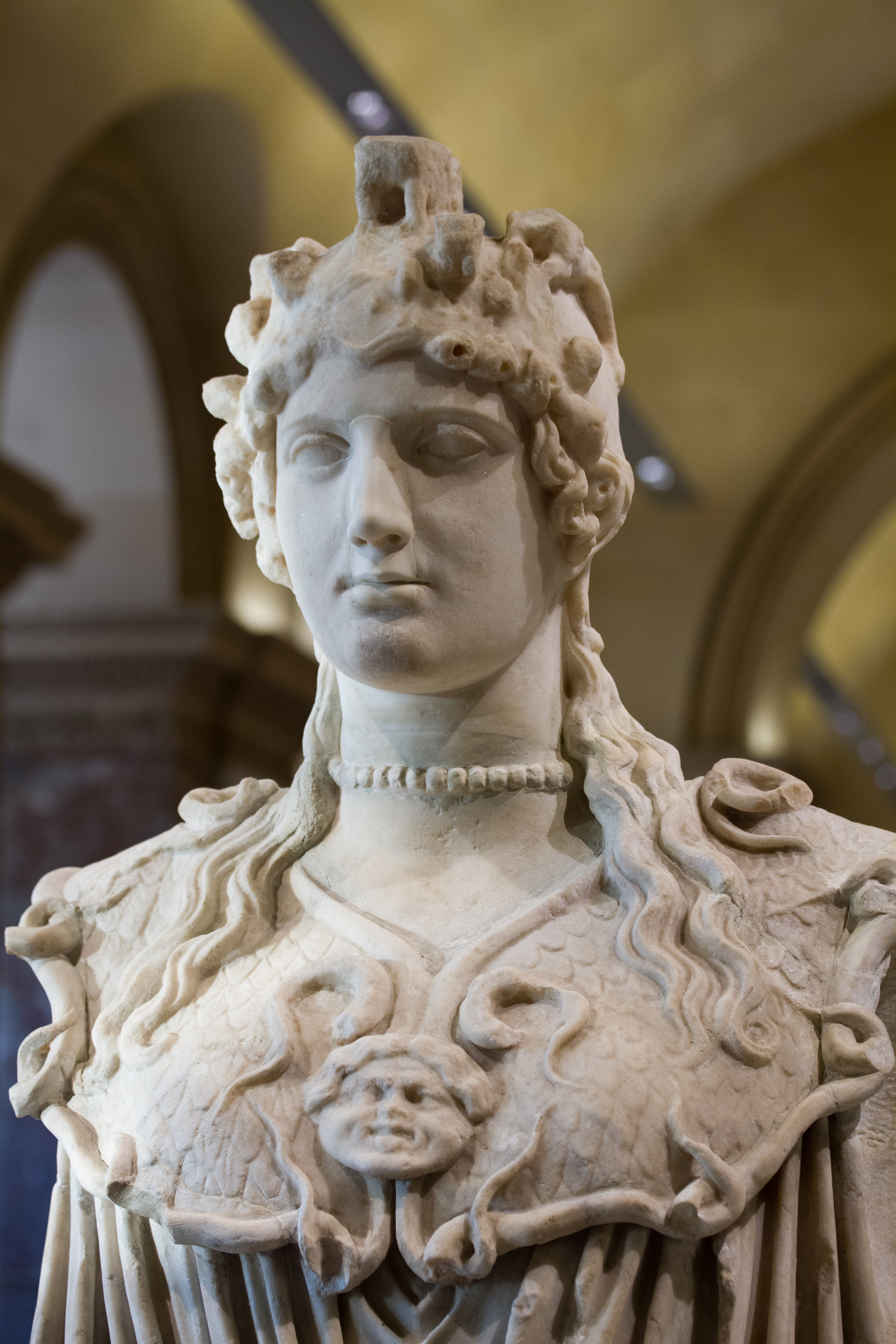
Athén védőistennőjének egy ókori ábrázolása a Louvre-ban

A többistenhiten alapuló korabeli görög vallás átfogó szerkezete általánosan érvényesülő szilárd rendszer volt az egész görög világban, egyes részei azonban meglehetős változatosságot mutattak. A városok különböző védőisteneket tekintettek fő oltalmazójuknak, és a többi istenek is gyakran más-más szerepet kaptak az egyes városok vallási életében.
Athén főistene Pallasz Athéné volt. A város lakosai meglehetősen nyitottak voltak a különböző vallási, filozófiai elképzelések iránt, a mély vallási meggyőződés vagy dogmatizmus távol állt gondolkodásuktól. Minden istentől ugyanazt kérték, várták: anyagi jólétet, esőt, kenyeret, bort, egészséget, jövőbe látást, bölcsességet, békét – vagy éppen győzelmet a háborúban.
A pragmatikus vallási gondolkodásra jellemző, hogy a Parthenón istenszobrain, domborművein dolgozó mesteremberek a leletekből kimutathatóan dolgoztak egyszerű emberek sírkövein is, és felhasználták korábbi mintáikat erre a célra is. Így jelenhetett meg az egyszerű mesteremberek, sőt rabszolgák, rabnők sírkövén a parthenóni istenek képmása – az elhunyt ábrázolásaként.
A vallás nagy szerepet kapott a családi életben is. A szertartások fő helye a családi tűzhely volt, amelyben Hesztia istennő tiszteletére folytonosan égett a tűz. A szertartások ismerete apáról fiúra szállt. Születés, házasság vagy örökbefogadás alkalmával beavatási ünnepséget rendeztek.

## Igazságszolgáltatás
Az athéniek gyakran pereskedtek. A tárgyalásokat gyakran a nyilvánosság előtt tartották, gyilkosság esetében feltétlenül. A korabeli görög drámaírók szerint könnyen lehetett hamis tanút vásárolni. Az érdekesebb pereket nagy tömeg hallgatta, a köznép szívesen követte a „sztárügyvédek” szónoklatait az esküdtszék előtt.
A kisebb ügyekben ítélkező törvényszék is legalább 201 kisorsolt bírából állt. Arisztophanész komédiáiból is ismeretes, hogy az athéniek örömmel, szinte szenvedélyesen bíráskodtak, de Periklész emellett bevezette a bírák napidíját is, hogy honorálja fáradozásukat. Fejenként és naponta csak néhány oboloszról volt szó.
Athénban a peiraieuszi kapu felé vezető úton volt a börtön épülete. Az athéniak – mint az ókorban és a középkorban szinte mindenütt – nem szívesen alkalmaztak büntetésként hosszú szabadságvesztéseket az őrzés nehézségei, költségei miatt, inkább bírsággal, száműzetéssel vagy halállal büntettek. Ezért ez az épület kicsi maradhatott, és még ennek egy részét is egy patika foglalta el, ahol a halálos adag bürköt készítették a halálraítélteknek.

## Gazdasági élet
A korabeli görögök viszonya a fizetett fizikai munkához ellentmondásos volt. A társadalmilag hasznos tevékenységet fontosnak tartották, a munkát általában nem tartották méltóságon alulinak, ugyanakkor úgy vélték, hogy a munkával járó kötöttségek akadályozzák az emelkedett szellemi tevékenységet. A gazdag polgárok ezért sokkal méltóbbnak tartották magukhoz, hogy egész nap ettek-ittak barátaikkal, filozofáltak, politizáltak vagy háborúztak.
A gazdasági élet egyik legfontosabb alapja a rabszolgák által végzett munka volt. Az Athéntól mintegy 50 kilométerre fekvő laurioni ezüstbányákban például húszezer rabszolga dolgozott. Magas volt az aránya a háztartásokban végzett önfenntartó tevékenységnek, ami soha nem került a piacra: a ruhák készítését, a szövést nagyrészt az asszonyok végezték családi használatra, általában a családi gazdaságok termelték meg az elfogyasztott élelmiszerek döntő részét, legtöbbször helyben sütötték a kenyeret is.
A kézműiparban, a kereskedelemben sokféle dolgozó tevékenykedett együttműködve: szabad polgárok, idegenek, felszabadított és fel nem szabadított rabszolgák. A szabadokat napi, havi, ritkábban évi szóbeli szerződéssel alkalmazták. Keresetük alig haladta meg a létfenntartási minimumot, családot eltartani ebből nem lehetett. A legtöbb kézműves mindennel foglalkozott, amire kereslet volt, csak nagyon kevesen engedhették meg maguknak a specializációt.
Athénban gyakran okozott gondot a munkanélküliség. A munkára várók az agora közelében gyűltek össze. Az általuk okozott politikai és biztonsági gondok miatt Periklész megszavaztatta a lakossággal, hogy a város építse újjá szent helyeit. Ezekkel a „nagyberuházásokkal” hosszú időre munkát lehetett adni sokféle foglalkozású embereknek.
A mindennapi munka nagyon korán kezdődött, a dolgozók már napfelkelte előtt keltek. A munka napnyugtáig tartott, rövid ebédszünettel, azaz általában tizenkét órát dolgoztak. Órát még nem használtak a gyakorlatban (bár a napórát és a vízórát már ismerték), az időt hozzávetőlegesen határozták meg.

### Mezőgazdaság
A legfontosabb gazdasági ágazat és egyben a legmagasabb presztízsű tevékenység a földművelés volt, itt dolgozott a lakosság nyolcvan százaléka. A földbirtoklás társadalmilag is rendkívül fontos volt. Földet csak a poliszok szabad polgárai birtokolhattak, és sok városállamban csak az lehetett polgár, akinek földbirtoka volt.
Athén környékén kevés volt a megművelhető földterület, ezért az i. e. 5. században a birtokok nagysága általában nem haladta meg a harminc hektárt, legnagyobbrészt öt hektár körüli méretűek voltak, amelyeket maga a tulajdonos művelt meg családjával, esetleg néhány rabszolga segítségével. Ez patriarchális rabszolgaság volt, a rabszolgák szinte osztoztak a gazda sorsában, mintegy alsóbbrendű családtagként. A sarlóval végzett aratáshoz a gazdák napszámosokat is alkalmaztak.
Az idők során azonban a földtulajdon egyre erőteljesebben koncentrálódott, és az i. e. 4. századra Attika polgárainak egytizede birtokolta a művelésbe fogott területek egyharmadát. Léteztek köztulajdonban lévő és papi birtokok is; ezeket versenytárgyalásokon adták bérbe a tényleges gazdálkodóknak.
A szántáshoz ökör húzta egyszerű faekét használtak. Két ökör már gazdagságot jelentett; ha így dolgoztak, az állatokat a válluknál kötötték össze, mert a jármot még nem ismerték. Ökör hiányában kapával lazították a földet.
A földhiány miatt sokfelé igen intenzív gazdálkodást folytattak, teraszokat alakítottak ki, öntözőcsatornákat építettek. A szomszédok a nagyobb munkák idején együttműködtek. A kisparaszti gazdaságok szerény megélhetést biztosítottak tulajdonosaiknak, tartalékok képzéséről általában nem lehetett szó. A kis birtokokon gabonát termesztettek, szőlőt, olaj- és gyümölcsfákat telepítettek, birkát és szarvasmarhát, sertést, baromfit tartottak, elsősorban saját szükségletre; nagyobb méretű állattenyésztés Athén környékén a földrajzi viszonyok miatt nem volt lehetséges. A legfontosabb gabonafélék a búza és az árpa voltak. További szántóföldi termények voltak a köles, a nedvesebb területeken pedig a len. A földet minden második évben pihentették. Állati trágyát, sőt meszet vagy salétromot is használtak talajjavításra.
A kisbirtokok termelésének jellege alapvetően önellátó, azaz naturálgazdálkodás volt. Az agyagos földből nyerték az építőanyagot, az ott növő fákból faragták a szerszámokat, agyagból készítették az edényeket, az állatbőrből a szíjakat, tömlőket. A piacra alig vittek árut, és csak a legszükségesebbeket vásárolták ott.
Az i. e. 5. század végére kialakult nagybirtokokon a termékek nagy része már piacra került. A nagybirtokon rabszolgák dolgoztak, a férfiak a földeken, a nők pedig például a szövőszékek mellett. Az ideális nagybirtokos ellenőrizte a munkát, jól tartotta rabszolgáit, lehetőleg maga képezte ki őket. A legmegbízhatóbbakat vezetőnek emelte ki. A tulajdonos felesége a rabszolga-házvezetőnőt irányította, a cselédek munkáját ellenőrizte, szükség esetén kezdetleges gyógyító tevékenységet is folytatott.

### Ipar
A legtöbb görög városállamban ebben az időszakban igyekeztek minden eszközzel támogatni a kézművesipart, hiszen az iparosok és kereskedők jelentették az ókori görög demokrácia bázisát. Diodórosz jegyezte fel Themisztoklészről, hogy „rávette a népet..., hogy a betelepedetteknek és a kézműveseknek adómentességet biztosítsanak, hogy így mindenfelől nagy tömeg gyűljék össze a városba, és több mesterséget űzzenek kellő jártassággal”.
A tipikus kézműves kis műhelyt tartott lakóháza földszintjén, ott dolgozott, és ott is árulta a portékáit. Legfeljebb alkalmazottat vagy rabszolgát foglalkoztatott. Gyakran a görögök kettős sípja, az aulosz hangjai mellett folyt a munka, esetleg közösen énekeltek. Az i. e. 5. század végére már nagy rabszolgatartó manufaktúrák is kialakultak, több tucatnyi vagy száz fő feletti létszámmal, elnyomva a kisipart.
Az iparágak között kiemelkedő jelentősége volt a fémfeldolgozásnak. A leggyakrabban bronzot és vasat dolgoztak fel. A kovácsműhelyekben kecskebőr fújtatók segítségével izzították a nyersanyagot, majd számos különböző célszerszámmal munkálták meg. A forró kovácsműhelyekben a munkások legtöbbször meztelenül dolgoztak. A legkeresettebb áruk a fegyverek voltak.
A legelterjedtebb szakma a fazekasság volt. A legtöbb ilyen műhely a Kerameikosz negyedben volt. Az alapanyagot az Athéntól mintegy tíz kilométernyire található Kóliasz bányáiból szerezték be. Ehhez Kosz szigetéről importált vörös okkert kevertek. Az athéni fekete- majd vörösalakos kerámia az akkor ismert világ nagy részére eljutott, és rengeteg töredékben maradt fenn. A fazekasok és az alakokat rajzoló művészek nagyon büszkék voltak tudományukra, ezért nevüket is szívesen feltüntették műveiken.

#### Építkezések, közbeszerzések
A nagy állami építkezések jelentős jövedelmet biztosíthattak az építési vállalkozóknak, azonban a hatóságok szigorúan ellenőrizték őket. Az athéni népgyűlés öttagú bizottság révén felügyelte a közösségi építkezéseket. Szigorúan elvárták, hogy az állami megbízatásokat inkább a dicsőség, mint a pénzszerzés reményében vállalják el. Az építőmestereknek csak utólag fizettek, és mindennel el kellett számolniuk, a költségek listáját nyilvánosságra is hozták. Ha egy építész több mint 25%-kal túllépte az előzetes költségvetést, a többletet levonták a megbízás összegéből, azaz nem többet, hanem kevesebbet kapott az eredetileg tervezettnél.
Az építkezésen nagy szükség volt szakemberekre, kőfaragókra, ácsokra, tetőfedőkre. Csapatban dolgoztak, fizetségüket természetben (ellátásban, ruházatban), illetve pénzben kapták. Először makettet készítettek a megrendelő számára, annak elfogadása után kezdődött a kivitelezés. Sokféle eszközt, szerszámot használtak: ólomsúly, szögmérő, körző, szintező, valamint daruk, csörlők is voltak köztük.

### Szolgáltatások
A szolgáltatások ebben a korban még fejletlenek voltak. A pénzkölcsönző vállalkozások csak az i. e. 4. századtól indultak fejlődésnek; a leggyakoribb az egyszerű uzsorástevékenység volt, az óriási kamatra nyújtott kölcsön. Az athéni polgárok nem szívesen foglalkoztak ezzel, a korabeli „bankárok” általában betelepültek vagy felszabadított rabszolgák voltak. Hasonlóan megvetett tevékenység volt a vendéglős munkája is, mivel a görögök igen vendégszeretőek voltak, és botrányosnak tartották, hogy valaki hasonló tevékenységért pénzt kér. A rosszallás kiterjedt a vendéglők látogatóira is, ezt mutatja egy Diogenészről szóló anekdota:

„Diogenész egy alkalommal rajtakapta Démoszthenészt, amint egy vendéglőben reggelizett. Mikor az erre beljebb húzódott, Diogenész utána kiáltott: Hiszen csak annál inkább bent leszel a vendéglőben!”

– Diogenész Laertiosz, VI. 37

### Kereskedelem, piac, pénz

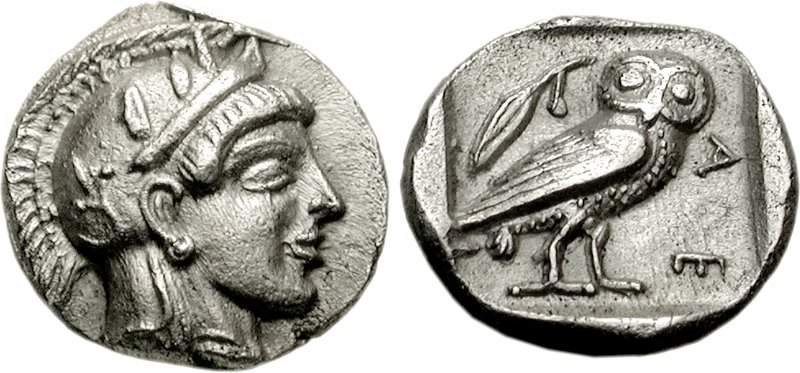
Athéni obolosz az i. e. 5. századból

A város gabonaszükségletének kétharmadát tengeren túli importból fedezték. A gabonakereskedelmet ezért államilag szabályozták, és céljaira Pireusz kikötőjében nagy átmenő raktárakat alakítottak ki.
A piac, az agora fontos kereskedelmi központ volt minden görög városban, de emellett a társadalmi élet centruma is. A görög férfiak nappal nem ültek otthon, hanem a városba mentek, amíg feleségük irányította a ház körüli teendőket, a rabszolgák meg dolgoztak. A piac délelőtt volt a legzsúfoltabb, a mai szóhasználat szerint délelőtt 10 és 12 közötti időszakot úgy is nevezték, hogy a „tele piac ideje”. Az árusoknak helypénzt kellett fizetniük, piacfelügyelők őrizték a rendet, hárították el a nagyobb konfliktusokat.
A piacok nyüzsgésében az árusok minden eszközzel igyekeztek becsapni vevőiket, akik ennek persze tudatában voltak. A pénzt az árusok és vevők egyaránt gyakran a szájukban tartották, mivel zsebet nem használtak, ezzel van összefüggésben a halottak szájába helyezett obolosz is.
Minden városállamban saját pénzt vertek. Athénban napi egy drachma, azaz hat obolosz fizetésből már átlagosan meg tudott élni egy munkás. A vendéglőben egy adag főtt húsért fél oboloszt kellett fizetni. Egy rabszolga hetven drachmába, egy ház háromezerbe kerülhetett.
Athén, a kor gazdasági és politikai nagyhatalma élénk távolsági kereskedelmet folytatott elsősorban a görög gyarmatvárosokkal, a mai francia Marseille-től Egyiptomig (Naukratisz), vagy a mai Ukrajna területéig (Olbia).

### Közlekedés
Az ókori görög világ fő közlekedési eszköze a hajó volt. Az alapvetően part menti vonalakon, lehetőleg csak nappal közlekedő kereskedelmi hajók olcsón szállítottak utasokat is. A könnyű, gyors hadihajókkal szemben a kereskedelmi hajók testesek és nehezek voltak. Egy teherhajó jó széllel 12 óra alatt 34 tengeri mérföldet (mintegy 70 kilométert) tehetett meg. Minden hajó haladhatott evezőkkel is, de általában csak akkor folyamodtak ehhez, ha leállt a szél, vagy veszélyes szakasz következett, illetve ha a part közelében hajóztak.
A szárazföldi utakra nem sok gondot fordítottak, azok leginkább csak kanyargó, kitaposott kőcsapások voltak. Ha nem kerülhették el az emelkedőket, a sziklatalajba lépcsőfélét vájtak. A folyókon gázlók vezettek át, esetleg tutajjellegű komp vagy fából vert gyaloghíd. Az utazók ellátását szolgáló infrastruktúra nem létezett, de a helyi lakosok mindenütt nagy vendégszeretettel fogadták a vándorokat, utazókat. A szárazföldi teherszállítás eszköze az öszvér vagy ökör vontatta nehéz szekér volt. A lovakat hadi célokra tartogatták, csak a nagyon gazdagok használták saját célra.
A nehézségek ellenére a görögök szívesen utaztak városról városra. A szárazföldi utazás fő eszköze a gyaloglás volt, esetleg az öszvér vagy szamár háta, a kétkerekű személyszállító kocsi nagyon ritka volt. Az öregeket, betegeket hordszéken szállították, de egészséges férfiembernek nem illett ezt igénybe venni. Politikai ellenfelei Démoszthenészt is támadták amiatt, hogy gyaloghintót vett igénybe az Athénből Pireuszba vezető úton.

## Család, a nők helyzete, az élet szakaszai
Athén és általában az ókori görög városállamok társadalmának alapja a család volt. Minden szabad férfitól elvárták, hogy megházasodjék, törvényes gyermekeket nemzzen. A szélesebb család tagjai a fontosabb családi események alkalmával összegyűltek, és – a lakomák mellett – közös szertartásokon vettek részt. A családot a szabad férfiak és nők alkották, a házi rabszolgák nem tartoztak ide, de a háztartás, az oikosz részei voltak. A rokon családok alkották a genoszt, több genosz együtt pedig a phratriát alkotta.
A családfő, az apa kizárólagos hatalommal rendelkezett a családtagok felett. Ő döntötte el, hogy sajátjaként fogadja-e el a megszületett gyermeket, családtagjait el is zavarhatta a háztól. Ő kezelte a család vagyonát, beleértve felesége hozományát is. Ő döntött gyermekei házasságáról. A nők egész életükben engedelmességgel tartoztak a férfi családfőnek, aki lehetett az apjuk, a férjük vagy a legidősebb fiuk. Mindennek ellenére a görög apának nem volt annyira teljes hatalma a családtagjai, különösen a fiúk felett, mint a római pater familiasnak. A helyenként különböző szabályok, szokások szerint a felserdüléstől számított két év múlva, vagy a házasságkötéstől számítva, illetve a polgárként történt bejegyzés után az apa törvényes hatalma megszűnt fia felett. Ha nem engedelmeskedtek apjuknak, nem fenyegethette őket súlyos büntetés azon kívül, hogy elűzethettek a háztól és kizárathattak az örökségből. Az is előfordulhatott, hogy a fiú hamisan gyengeelméjűséggel vádolhatta apját vagyona megszerzése érdekében, amint – a vitatott hagyomány szerint – Szophoklész esetében történt.
Az idős családtagokat tisztelték. Törvény is előírta, hogy a családfő kötelessége gondoskodni öreg szüleiről, majd haláluk után a szabályok szerint eltemetni őket.

### A nők helyzete
A nők helyzete a korabeli Athénban és a görög világban általában rendkívül hátrányos volt. Jellemzőek ehhez a milétoszi Thalész szavai:

„Hálát adok jó szerencsémnek, amiért embernek születtem, és nem állatnak, görögnek, és nem barbárnak, férfinak, és nem nőnek.”

– Thalész (i. e. 585)

A háztartás összes női tagja, fiatalok és öregek, szabadok és rabszolgák, elkülönített lakrészben (günaikeion) laktak, és csak ritkán léphettek ki onnan. Az asszonyok felelőssége elsősorban az otthon rendben tartása volt, a házon kívüli dolgokba nem volt beleszólásuk. Sok városban még az utcán való mozgásukat is szabályozták, bizonyos időszakokra korlátozták, és ennek betartására felügyelőket alkalmaztak. Az ideális, tisztes háziasszony csak az egész testét beborító peplosz nevű ruhában, fejét kendővel bekötve léphetett az utcára. A gyakorlatban azonban a piacon fedetlen karú lányok, asszonyok vidáman árusítottak, trágárul veszekedtek. Minden nőnek, a tekintélyes polgárok feleségétől a prostituáltakig, ha egyéb teendőjük éppen nem volt, „szabad” idejükben szőniük illett, kellett. Az asszonyok csak informális úton gyakorolhattak hatást férjükre, fiaikra, de ezt olyannyira megtették, hogy a férfiak állandó panasza volt: asszonyaik önkényeskednek velük.
A nők egyenjogúságának teljes hiánya a házasságtörés büntetése terén is megmutatkozott: Athénban a törvény megengedte a megcsalt férjnek, hogy tettenérés esetén megölje a csábítót, illetve a házasságtörésnek mindössze a gyanúja esetén is elküldhette feleségét. Az asszonynak viszont, aki válni akart hűtlen urától, írásbeli kérvényt kellett benyújtania a városi hivatalban. A férfiaknak jogukban állt ágyast, másodfeleséget vinni a házba, aki aztán együtt élt a többiekkel a női lakrészben. Az ágyas általában más vidékről származó, vagy elszegényedett, hozomány nélküli nő volt. Gyermekei ugyan törvénytelennek számítottak, de együtt nevelkedhettek féltestvéreikkel.
A lány akkor sem örökölhetett, ha apja egyedüli gyermeke volt. Ha már férjnél volt és gyermekei is voltak, akkor az utóbbiakat tekintették a nagyapa utódainak, örököseinek. Ha még nem volt férjnél, akkor férjhez kellett mennie apja legközelebbi férfirokonához, hogy az örökség ne jusson más nemzetség kezére. Helyenként ezt olyan szigorúan vették, hogy ha a lány már férjnél volt, el kellett válnia, hogy a törvény szabta férjhez mehessen hozzá.

### Házasság
A házasság, különösen vagyonos családok esetében, általában a szülők megegyezése alapján köttetett. Gyakori volt a rokonházasság, az endogámia, akár féltestvérek között is. A fiúk 18 éves koruktól házasodhattak, de gyakran megvárták 30. életévüket is. A lányokat sokszor már serdülőkorukban férjhez adták. A lány apjának hozományt kellett biztosítania. A házasodás döntő eleme a szerződéskötés volt, anélkül a születendő gyermek fattyúnak számított.
A házasság bonyolult rituáléja két fő részből tevődött össze: a menyasszony szülői házának elhagyásából és az új otthonba való beköltözéséből. A két helyszín között a lakodalmas nép az utcán rendezett színpompás felvonulást. A vendégeknek illett az ifjú pár közös életének megindítását segítő ajándékokat hozni. Az ifjú pár visszavonulása után ajtajuk előtt az ifjú feleség barátnői énekeltek, vagy a férfiak adtak elő trágár dalokat (epithalamion).

### Terhesség, gyermekáldás
Az utódlás nagyon fontos volt a családban. Az ideálisnak azt tartották, ha egy párnak egy fiú- és egy leánygyermeke született. Meddőség, gyermektelenség esetén a házaspárok gyakran folyamodtak az örökbefogadáshoz. Vagyoni, örökösödési okokból felnőttet is örökbe lehetett fogadni, nem csak gyermeket. Szegény családokban a sok gyermek is nagy gondot okozhatott, ezért igyekeztek módot találni a születésszabályozásra is.
Az abortusz teljesen legális volt, ha az apa beleegyezett, bár nagyon veszélyes. Viszonylag gyakran fordult elő ehelyett a nemkívánatos gyermekek, különösen a kislányok kitétele egy templom elé vagy az utcasarokra. Szerencsés esetben ilyenkor a csecsemőt valaki befogadta a családjába, de rabszolga-kereskedők is bővítették ilyen módon a „készletüket”.
A tehetős családok fiatalasszonyairól terhességük idején a család nőtagjai és szolgálólányai gondoskodtak, ők látták el tanácsokkal. Ügyeltek rá, hogy ne végezzen megerőltető munkát, étrendjét is meghatározták, hogy ne fogyasszon ártalmasnak tekintett ételt. A szülést is a család egyik idősebb nőtagja vagy hivatásos bábaasszony vezette le. Ha a világra jött baba nem mutatott megfelelő életjeleket, rögtön sorsára hagyták. Az egészséges csecsemőt borban megfürdették, majd szorosan gyolcsba tekerték. Ha az ifjú anya úgy döntött, hogy a szoptatást dajkára bízza, elkötötték a mellét, hogy megállítsák a tej képződését.
A magas csecsemőhalandóság miatt csak a születés utáni ötödik vagy hetedik napon tartották az amphidromia ünnepet, ekkor vált a kicsi a család tagjává. Áldozatot mutattak be, majd körülvitték a csecsemőt a házi oltár körül. Fiú esetében olajágat, lánynál színes szalagokat erősítettek a kapu fölé. Öt nappal később újabb szertartáson kapott nevet a gyermek, meg kis ajándékokat, szerencsepénzeket, amuletteket, hogy azok megvédjék a gonosz szellemektől. Ettől a naptól megtisztultnak tartották az ifjú anyát, folytathatta otthoni teendőit.
Módosabb családokban a gyermeket első éveiben a dajka nevelte. Leggyakrabban rabszolganőt alkalmaztak, aki jó erőben volt, egy-két éven át szoptatni tudott, és értett a kicsinyekhez. Az athéniak szívesen fogadtak fel spártai nőket is dajkának, mert az volt a hírük, hogy neveltjeik soha nem féltek semmitől. A dajkák kendőt kötöttek a fejük köré, ezzel jelezték foglalkozásukat.
Platón szerint „az újszülött teste lágy massza, amelyet úgy lehet formálni, mint a viaszt”. A babát szorosan bepólyázták, az egyenes tartás érdekében, viszont naponta átmasszírozták, hogy jól fejlődjön. Nem engedték túl hamar járni, mert azt tartották, hogy ettől ó-lábú lesz, hároméves koráig karban vitték mindenhová. A gyermekeket gyakran rémtörténetekkel ijesztgették annak érdekében, hogy szófogadásra bírják őket.
A gyermekjátékok között sok olyan volt, ami ma is ismerős lehet (vesszőparipa, kötélhúzás). A magyar betlehemezéshez hasonlóan bizonyos időszakokban énekléssel egybekötött kéregetéssel keresték fel a szomszédokat.

### Névadás
Nagy szabadság érvényesült a névadás terén. A névadás során gyakori volt a nagyapáról történő elnevezés, a messze régiségből ugyanis ismeretes volt az a hiedelem, hogy a gyermekben a nagyszülője ölt testet. Alapesetben elsőszülött fiú ezért az apai nagyapja személynevét örökölte, a lány pedig a nagyanyjáét. De gyakran választottak „beszélő neveket” is, szép jövőt ígérve a gyermeknek. Például a Kalliasz név azt jelentette, hogy „Szép”, Démoszthenész – „A nép ereje”, Periklész – „Dicsőséggel övezett”, Nikiasz – „Győztes” vagy Polükratész – „Mindenható”. Sok nevet képeztek istenek neveiből. A lányok személyneve a szépségre, bájra utalt: Phainó – „Fényes”, Khrüszisz – „Aranyos”, Melissza – „Méhecske”. A személynevekhez hozzátették az apai nevet is, ami jelezte, kinek a fia vagy lánya a gyermek. Családnév ekkoriban még nem létezett, a felnőttek megkülönböztetésül gyakran a származási helyüket jelölték meg személynevük mellett.

### Az árvák helyzete
Ha a családapa korán elhunyt, az állam gondoskodott az árvákról, ha azok szabad polgárnak születtek. Az apák végrendeletükben általában közeli hozzátartozót neveztek meg gyámnak. Az állam részéről Athénban a „névadó arkhón” feladata volt dönteni az árvákról. Megerősíthette a végrendeletben megjelölt gyámot, vagy kiválaszthatta a szerinte legmegfelelőbb személyt. A gyámnak kellett gondoskodni az árvák ellátásáról, neveléséről, vagyonáról; magához kellett vennie az elhunyt feleségét is. A gyerekek nagykorúvá válásakor el kellett számolnia az örökségről. Gyakoriak voltak az ezzel kapcsolatos perek.

### Oktatás
A fiúk és lányok hétéves korukig otthon nevelkedtek, együtt a női lakrészben, ahol a lányok maradtak is egészen férjhezmenetelükig. A fiúknak viszont el kellett kezdeni iskolába járni, dajkájuk helyébe a „gyermekvezető”, a paidagógosz, általában egy idős, más munkákra már nem alkalmas rabszolga lépett, akinek a feladata volt elkísérni a fiút az iskolába, tornacsarnokba. Ez nem volt általánosan kötelező, de a legtöbb módos szülő kötelességének érezte taníttatni a fiát, a görög társadalomban ugyanis megvetetés sújtotta azokat a férfiakat, akik nem tudtak legalább írni, olvasni, számolni és úszni.
A kisfiúk már korán keltek, siettek az iskolába. A szerény osztálytermekben a szülők által fizetett, nem nagy presztízsű iskolamester oktatta a gyermekeket, akik zsámolyon ülve, térdükön a viasztáblával figyeltek. A paidagógosz a növendék mögött ülve követte az órákat. A fegyelmezetlenséget általában ő büntette az állandóan kéznél lévő nádpálcával, hiszen azt vallották: a jó neveléshez elengedhetetlen a verés.
Az elemi iskolában a kisgyerekek az írás-olvasás és a számtan alapjait tanulták. Betűket, szótagokat, szavakat ismételtek hangosan, majd azokat a palatáblára írták. Utána kisebb idézeteket tanultak meg klasszikus szövegekből, például Homérosztól.
12 éves koruktól a gyerekek a grammatikében folytatták tanulmányaikat, ahol már zenével és sporttal is foglalkoztak. Auloszon, lírán játszani tanultak, illetve birkóztak, futottak, a távolugrást és a gerelyvetést gyakorolták. Tanulmányozták a görög költészetet, de leginkább csak megtanulták a kiválasztott szövegeket. A polgárrá avatás ünnepére készülve a fiatalok az aulosz hangjaira ritmikus mozgásokat végeztek, hogy harmóniába kerüljenek testükkel.

### Betegségek, gyógyítás
A tudatosan egészséges életmód ellenére gyakoriak voltak a különböző betegségek, amik könnyen végzetesek lehettek. Sok volt a vesebeteg, gyakori a hólyaghurut, az emésztőszervi probléma. A mindennapi munkában vagy a harcokban szerzett sérülések nyomán könnyen keletkezhetett tetanusz, üszkösödés. A mocsaras vidékeken gyakori volt a malária. I. e. 430 tavaszán, a peloponnészoszi háború idején nagy járvány tört ki Athénban, a lakosság legalább egyharmada odaveszett, köztük Periklész is. A járványt okozó betegség Thuküdidész leírása alapján valószínűleg tífusz lehetett.
A korábbi, szinte tisztán vallási jellegű orvoslási kísérletek mellett ebben a korban már megjelentek a tudományos gyógyítás kezdetei is. Az i. e. 5. században több orvosi iskola is megkezdte működését a kis-ázsiai Knidoszban és Kosz szigetén. Az utóbbi vezetőjét, Hippokratészt tekintjük a modern orvostudomány megalapítójának.

### Végrendelkezés, halál
Az élet vége felé a gazdagok Periklész korában már szabadon végrendelkezhettek (Szolón törvényeiig a hagyatéknak a nemzetség tulajdonában kellett maradnia).
A halottakat általában gondosan készítették elő a temetésre: a testet megmosták, felöltöztették, fejükre koszorút, diadémot helyeztek, majd kiterítették őket. Szájukba pénzdarabot helyeztek, hogy ezzel fizessenek az alvilág révészének, Kharónnak, aki átszállítja őket a Sztüx folyón. Egy-két napig siratták a halottat, hivatásos siratók is. A halottól búcsúzók távozóban a ház előtt egy edényben kezet mostak a megtisztulás jegyében. A következő napfelkelte előtt megindult a temetési menet, amit egy asszony vezetett, kezében vázát tartva az italáldozattal. A menetet auloszjátékosok zárták. Még napfelkelte előtt el kellett indulniuk, nehogy beszennyezze az égitestet a halott látványa. A kíséretet csak a családtagok és a legközelebbi hozzátartozók alkották. A testet általában elföldelték, többnyire fa- vagy agyagkoporsóban, ritkábban elhamvasztották. A sírba ajándékokat, személyes holmikat helyeztek. A szertartás áldozat bemutatásával ért véget. Ezután a gyászolók az elhunyt házában gyűltek össze a halotti torra. A következő hónapban a család még három alkalommal újból összejött, további áldozatok bemutatására és közös étkezésre.
Athénban a legnagyobb temetőt a Kerameikosz negyedet határoló falon kívül alakították ki. A sírok feletti földhalomra vázát vagy sztélét helyeztek. A sírkövön dombormű ábrázolhatta az elhunytat, családtagja, rabszolgája, esetleg kedvenc háziállata társaságában. A gazdagok emlékművei kisebb szentélyre emlékeztettek. A törvényhozók igyekeztek elkerülni a polgárok anyagi versengését halotti szertartások költségeit illetően és maximalizálták az erre költhető összeget.
A háborúkban elesetteket Athénban az állam temettette el nagy pompával, és utódaikról is gondoskodott.

## Szerelem, szexualitás, másság, prostitúció

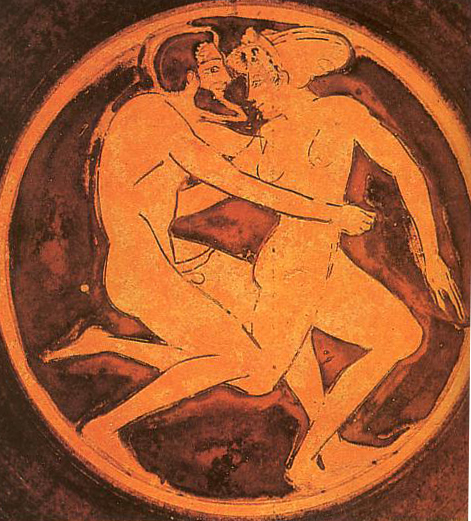
Hetéra

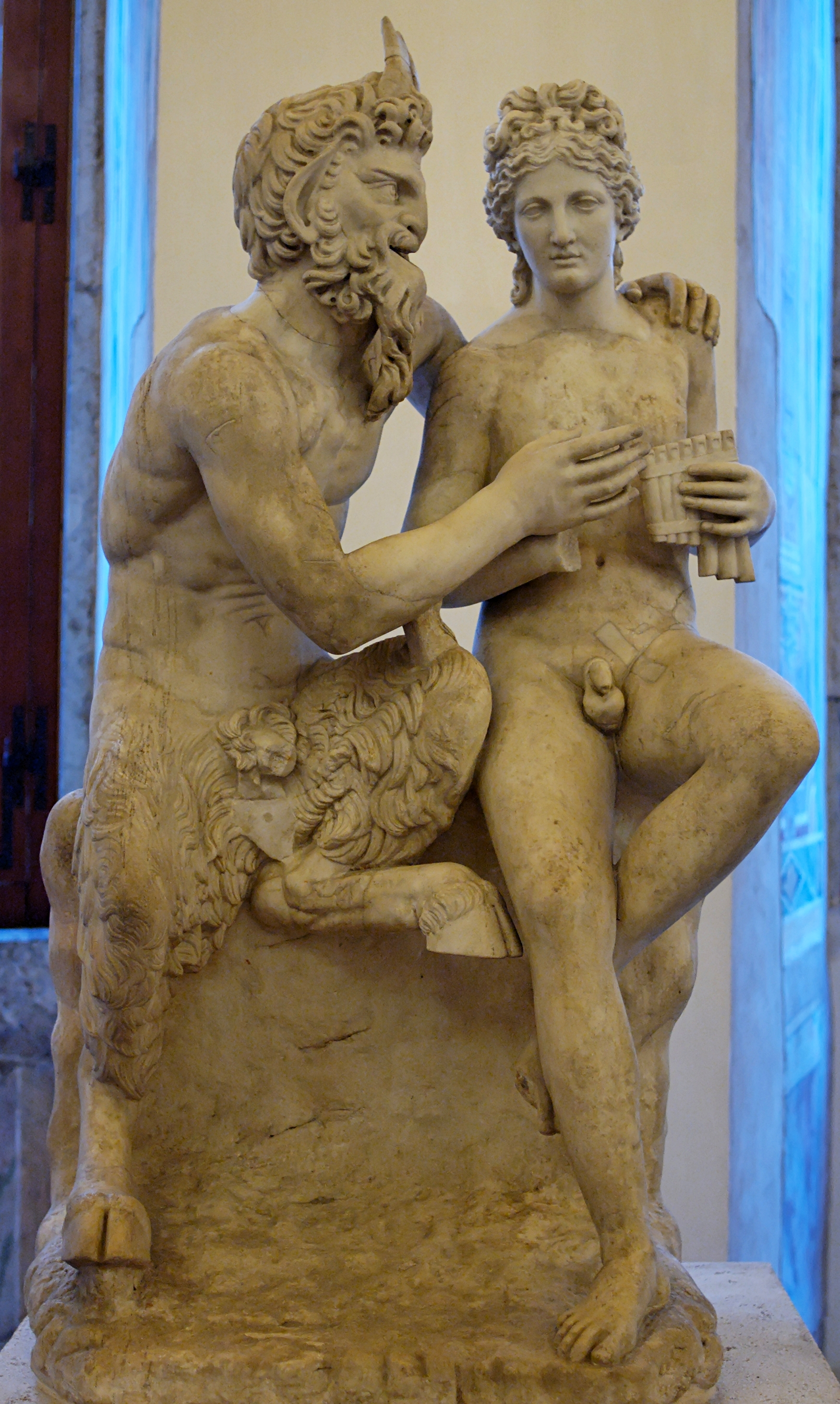
Pán tanítja Daphniszt sípon játszani

A szerelem és a szexuális kapcsolatok élénken foglalkoztatták az ókori görögöket. Rengeteg ábrázolás, szöveg maradt fenn, amelyek nyíltan tárgyalják a témát, bemutatva a közösülés sokféle formáját férfi és nő, férfi és férfi között. Platón fogalmazta meg azt az általánosan elfogadott álláspontot, amely szembeállította a testi szerelmet a testet-lelket egyaránt érintő igazi, „égi” szerelemmel. A férfiak homoszexualitásában megkülönböztették az idősebb férfiaknak a fiatal fiúk iránt érzett, ideiglenes, „nevelő jellegű” vonzalmát (pederasztia), amit természetesnek tartottak, a felnőtt férfiak közötti homoszexuális kapcsolattól, amit viszont elítéltek.
A női homoszexualitással kevesebbet foglalkoztak, pedig a női lakrészek zárt világában bizonyára gyakori volt. Kivétel Szapphó, az i. e. 6. században élt költőnő művészete, aki szenvedélyesen dicsőítette a nők közötti szerelmet. Leszbosz szigetén intézetet alapított előkelő lányok oktatására, innen ered a leszbikusság elnevezése is.
A nők társadalmilag alárendelt szerepe a heteroszexuális kapcsolatokban is tükröződött. Démoszthenész így írt a nők szerepéről:

„A hetairákat a gyönyör kedvéért tartjuk, az ágyasokat napi testi szükségleteink kielégítésére, a feleségeket pedig azért, hogy örökösöket szüljenek és határozott kézzel igazgassák a háztartást.”

– Démoszthenész, Apollodórosz beszéde Naira ellen (59, 122)

A prostitúció legfelső kategóriáját a szépségük mellett igen művelt kurtizánok, a hetairák vagy hetérák alkották. Ők különleges helyhez jutottak a társadalomban, mivel a „tisztességes” nők, asszonyok ki voltak zárva a közéletből. A hetérák megjelenhettek a politikusok mellett, a nyilvánosság előtt, részt vehettek a rendezvényeken, és szellemi képességeikkel is nagy befolyáshoz juthattak. A leghíresebb hetéra a milétoszi Aszpaszia volt, aki annyira meghódította „protektorát”, Periklészt, hogy a hadvezér elvált törvényes feleségétől, és az Aszpasziától született fiának polgárjogot adományozott. Számos más ilyen hölgy is jelentős közéleti szerepet játszott neves politikus pártfogója révén. Nagy szabadságot élvezhettek, amiről a többi, a háztartásokban elzárva élő görög nő nem is álmodhatott. Sajátos tisztelet övezte őket, sokuk képes volt komoly döntésekben is segíteni szeretőjét. Felhalmozott magánvagyonukból fényűző életet élhettek.
A prostituáltak nagy többsége azonban rabszolgalány (vagy fiú) volt és maradt, és a még Szolón által városszerte megszervezett nyilvánosházakban kínált olcsó és gyors örömöket vendégeinek.

## Lakás
A lakóházak városban és falun egyaránt nagyon szerények voltak. Az építőanyag vályog, napon szárított tégla volt, ezért a betörők át tudták fúrni a falakat. A házakat meglehetős összevisszaságban helyezték el egymás közelében. Az egyszerű emberek lakásai két-három szűk, földszinti helyiségből álltak. Az utcára nyíló helyiség gyakran műhelyként vagy üzletként funkcionált. A nagyobb családok kétszintes házakat is emelhettek, az ilyen esetekben az emeletre a ház külső oldalán, falépcsőn vagy létrán lehetett feljutni. Athén arra alkalmas szikláinak oldalában több helyiségből álló barlanglakások is voltak. A legszegényebbek a városfalként szolgáló földsánc oldalába építettek maguknak valamiféle tákolmányt. A négyszögletes ablakokat fazsalukkal lehetett bezárni. A szárazföldi görög településeken a sátortetőt falécre rakott terrakottacseréppel borították. A szigeteken a lapos tetőket kedvelték. A nyílt tűzhelyek felett csak a tehetősek komolyabb épületein volt füstkivezető nyílás, afféle kéménykezdemény.
A városokban csak a polgároknak lehetett ingatlantulajdonuk, a jövevényeknek bérelniük kellett lakásukat. Ilyen célokra a gazdagok már az i. e. 4. századtól építettek bérházakat. Sokan voltak a hajléktalanok is; köztük volt Szinópéi Diogenész, a filozófus is, aki önként vállalta ezt a sorsot.
Az i. e. 5. században még a tehetősebb athéni polgárok sem építkeztek hivalkodóan, mert a demokratikus poliszok társadalma nehezen viselte a hivalkodó luxust. A következő évszázadban már nőttek a vagyoni különbségek, és ez megmutatkozott az építkezésekben is. A tehetősek házait ekkoriban már szilárd kőalapra építették égetett téglából, és kívülről lemeszelték.
Az ilyen előkelő házak utcai bejáratától szűk folyosó vezetett a zárt belső udvarba. Ez volt a ház központja, itt főztek, itt imádkoztak a házi istenekhez, itt folyt a legtöbb házimunka. Az udvar északi oldalát portikusz, oszlopfolyosó határolta. Itt helyezkedett el a családi ebédlő, az oikosz, és a fogadóhelyiség, az andrón, a férfiak szobája. A déli irányból érkező napsugár télen mélyen bevilágíthatott ezekbe a lakrészekbe, nyáron pedig a tető árnyékot adott a magasan álló nap ellen. Az udvar körüli kis, négyzetes helyiségek funkciója változatos lehetett. Pincét ritkán építettek. A paraszti házakhoz istálló is csatlakozott. A rabszolgák az emeleten aludtak.
A városi házakban általában az emeleten volt a günaikeion, a nők lakhelye. Ablakai ugyan az utcára nyíltak, de azokon kihajolni már szemérmetlenségnek számított, amit egy fennmaradt városi rendelet is tiltott. A felső szinten gyakran teraszt is kiképeztek, ahol meleg nyári éjszakákon az egész család aludhatott.
Az athéni polgárok nagy része a város környékén, saját földjének, gazdaságának központjában lakott. A vidéki lakóház is zárt belső udvar körül helyezkedett el. A főépület leginkább négy kényelmes helyiségből állt, a ház ura és családja számára. A kiszolgáló helyiségekben volt például az olajütő, a szőlőprés, valamint az ól és az istálló. A rabszolgák külön részlegben éltek. Az udvarban volt a kút vagy a ciszterna. A tanyát kívülről erős falak vették körül, kisebb támadásoknak is ellen kellett tudni állnia. Helyenként még négyzet alapú kis tornyot is építettek hozzá, ahová támadás esetén visszahúzódhatott a család. A nagyobb tulajdonosok gyakran intézőkre bízták birtokukat, maguk pedig a városba költöztek.

### Lakberendezés
Az athéni polgárok lakásának belső kialakítása ebben az időben még szerénynek mondható. A padlót általában kikövezték, a falakat vakolták; a leggazdagabbak freskót is készíttettek a falakra. Ekkoriban jelentek meg a kavicsokból kirakott mozaikok a magánházakban is. A stukkók csak később terjedtek el. A szegényebb polgárok házában a falakat nem vakolták, a padlózat döngölt föld maradt, gyakran meglehetősen egyenetlenül.
A tehetősebb polgárok lakásában sok volt a szőnyeg – ez elfedhette a padlózat hiányosságait is. Az ajtókat, ablakokat színes textilfüggönyök fedték, amik hidegben jó szolgálatot tettek a fatáblák résein beáramló levegővel szemben is. A díszek a lakásban inkább csak az ezt követő évszázadban jelentek meg, amikor divattá vált az étkészlet dekoratív darabjainak vagy kerámiavázáknak az elhelyezése kis asztalkákra, valamint füstölők alkalmazása.
Ebben a korban a szegény emberek étkezésnél vagy egyébként egyszerűen a földre ültek, vagy egy gyékényre otthon is. A gazdagabbaknak viszont már volt többféle székük, párnájuk, zsámolyuk. Létezett összehajtható ülőke is, amit az uraság mögött vitt rabszolgája a vendégségbe is.

## Étkezés
A legáltalánosabb a napi háromszori étkezés volt, de egyes források az uzsonnát is említik negyedikként. A reggeli gyakran csak borba mártott néhány falat kenyérből állt. Ebédre részben már meleg ételt is fogyasztottak, de mégis inkább könnyű, futó étkezés volt. A legfontosabb a vacsora volt napnyugta után, ami a módosabb polgárok esetében egyben társas összejövetel is volt, ivással, beszélgetéssel. A lakomákon tisztességes nők nem vettek részt, csak hetérák, fuvoláslányok, meg esetleg fiúk, akik ültek, míg a férfiak a heverőkön, párnákon feküdtek.

### A gabona fogyasztása
Az alapvető élelmiszer a gabona volt, ennek 90%-a Attikában az árpa volt. Ezután következett a búza, a köles. A zabot ekkor még vadnövénynek tartották. Az étkezés legegyszerűbb formájában az érett búzaszemeket egyszerűen megpirították, és elfogyasztották. A még éretlen magvak, a zöld, zsenge árpa már városi különlegességnek számított. A gabonaszemekből frissítő italokat is készítettek.
A gabona felhasználásának leggyakoribb módja a maza készítése volt. Ehhez a pirított szemeket megőrölték, és pogácsát formálva belőle kemencében kisütötték. Ilyen formában akár két hónapig is elállt. Az őrleményhez a kisütés előtt különböző folyadékokat – vizet, tejet, mézet vagy bort – keverve különböző ízű, sütés nélkül is fogyasztható pépeket kaptak. Idővel egyre inkább elterjedt az igazi liszt készítése a nyers szemekből, bár a házilagos őrlés a mozsárban nagyon fáradságos munka volt. Idővel az árpa helyett és mellett egyre több búzalisztet használtak, a pogácsaszerű száraz lepény mellett pedig sok különböző, kovásztalan és kelesztett kenyérféleséget, majd péksüteményeket készítettek.
A kenyér árusítását – a gabona és a liszt kereskedelméhez hasonlóan – piacfelügyelők ellenőrizték, hogy a kenyér ára a búzáéhoz igazodjon, a kenyerek súlya pedig megfeleljen az előírásoknak.

### Halak és a tenger gyümölcsei
Az alapvető élelmiszerek közé tartoztak a halak és a tenger gyümölcsei, amik nagy bőségben álltak rendelkezésre – bár a halászat Athénban nem tartozott az igazán megbecsült mesterségek közé. Az édesvízi halak közül kedvelték a csukát és a sügért, a pontyot és a márnát, az apró fürge csellét és az óriás harcsát, az angolna pedig különösen népszerű étel volt. A tengeri halak közül előkelő helyen szerepelt az étlapon a tengeri süllő, a horgászhal, az aranykeszeg, a pérhal, a rája, a sziklahal, a morgóhal, a rombuszhal, a kardhal, a macskacápa, a tengeri angolna és a muréna. A szardínia és a szardella inkább a szegények eledele volt. A legnemesebb halnak a tonhal számított. Sokféle kagylót, tengeri csigát is gyűjtöttek és fogyasztottak, például a bíborcsigát, osztrigát, csészecsigát. A puhatestűek közül népszerűek voltak a tintahalak és nyolckarú polipok, a tengerisünök, a rákok között a garnélák és a languszták, de nem vetették meg a békát sem.
A nemes halakat gondosan készítették el a módos fogyasztók számára. A tonhalat szeletekre vágva pirították meg, a rombuszhalat és a tengeri angolnát rövid ideig forralták, lassú tűzön. Az édesvízben fogott angolnát mángoldlevelekbe, a bonitót pedig fügefalevélbe csavarták, mielőtt kisütötték. A ráját puhára főzték, és sajttal vagy a szilphion nevű fűszernövénnyel fogyasztották, az aranykeszeghez pedig szilvát adtak.
Az athéni városi köznép legtöbbször be kellett érje a piacon vásárolt sózott, pácolt hallal, amit olajban kisütöttek és kenyérrel, lepénnyel ettek.

### Zöldség-gyümölcs
Sok zöldséget fogyasztottak, fűszerekkel, mártással, főzve és nyersen egyaránt. A jól eltartható hüvelyeseket, a babot, a lencsét, a borsót olcsón be lehetett szerezni a piacokon. Fontos élelmiszer volt a káposzta, a spárga, az articsóka, az uborka, a hagymafélék, a répa, a retek, a torma és a zeller. A szegények húst alig fogyasztottak. Az olívaolaj szinte minden étkezés fontos összetevője volt. Az ínyencek édesítőszere volt a méz.
A görögök sok gyümölcsöt is termesztettek és fogyasztottak. Gyakori volt a gránátalma, a cseresznye, a birsalma, a füge, az alma, a körte, a szilva, az eper és a naspolya. Sok mandulát, pisztáciát, diót, mogyorót is fogyasztottak. A fügét, szőlőt szárítva tartósították. Importáltak is gyümölcsöket, például Föníciából datolyát, Perzsiából diót.

### Lakomák
Az igazi lakomák általában előételekből (halak, tenger gyümölcsei), a fő fogást jelentő húsételekből (szárnyas, disznóhús, nyúl, hal) és édességből (kalács és egyéb nyalánkságok) állt. Az étkészlet tálakból, kosarakból és csészékből állt. Evőeszközt nem használtak, kézzel ettek; a leveseket kivájt kenyérből fogyasztották, majd a kanál is divatba jött. Kezüket kenyérbéllel törölték meg, majd azt a kutyáknak dobták. Evés közben kevés, vízzel kevert bort ittak; a jóllakás után szó lehetett tiszta bor fogyasztásáról is, de ezt a többség helytelennek tartotta. Más körökben gyakori volt a féktelenebb italozás is, amikor versenyt ittak, ki tud egyszerre minél nagyobb pohárral meginni. Aki pedig elaludt, azt borral locsolták.

## Ruházkodás

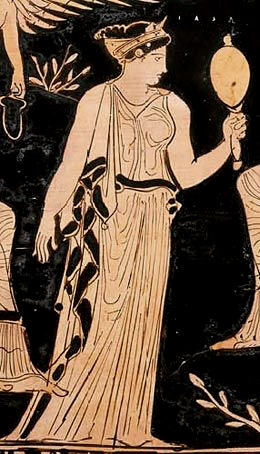
Görög női viselet

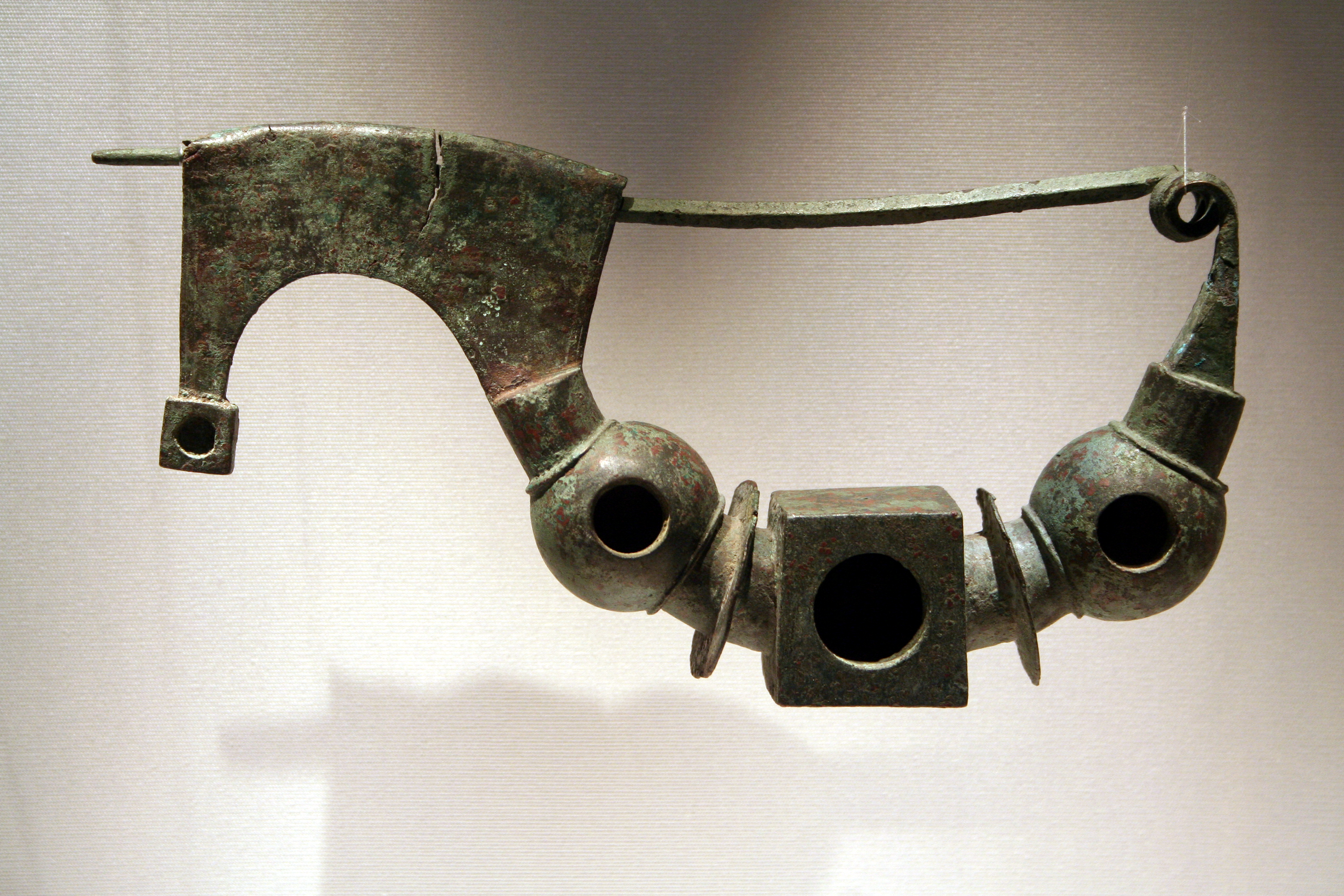
Díszes görög bronz fibula az i. e. 8. századból

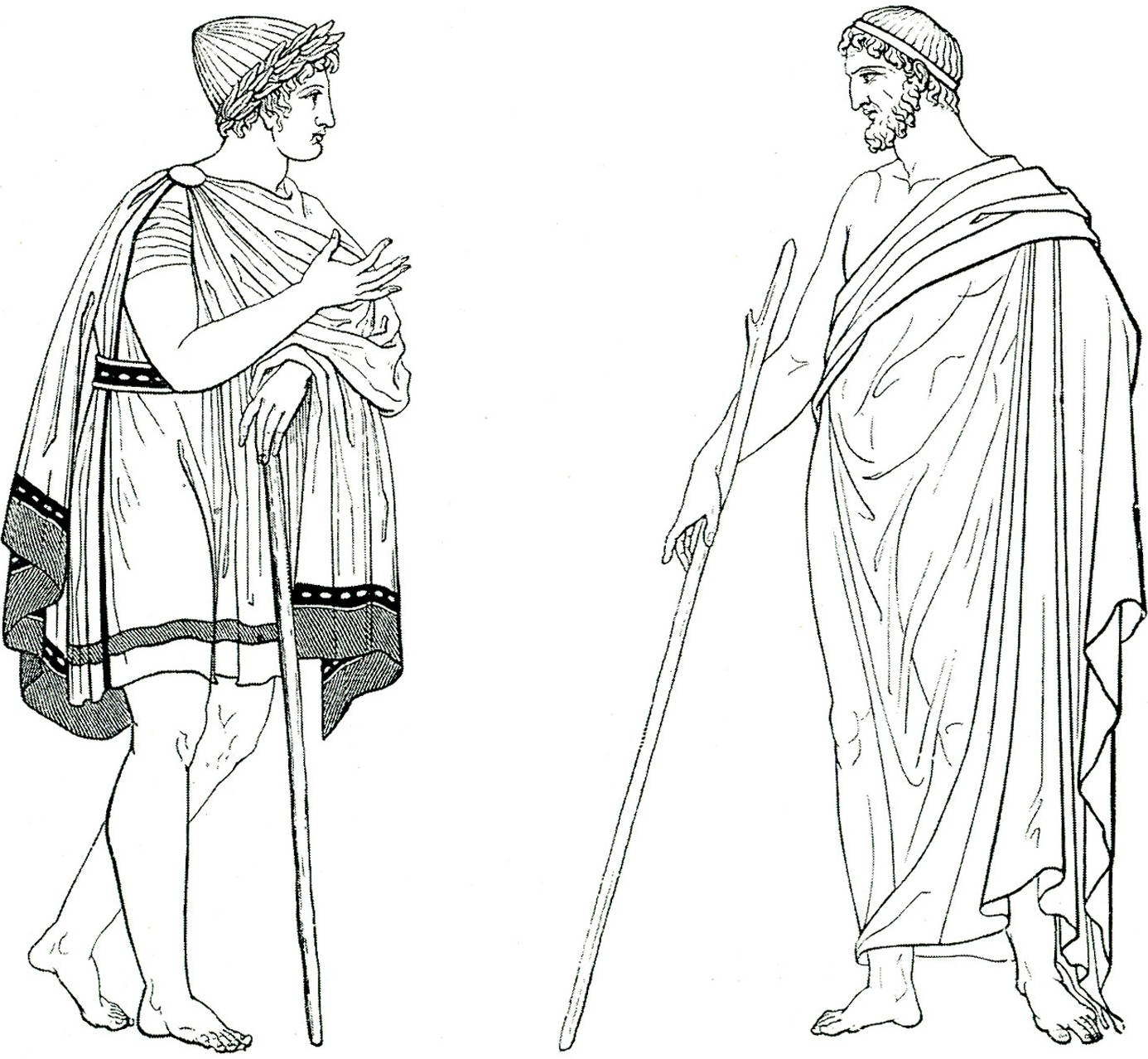
Ókori görög férfiviseletek 19. századi rajzon

Az ókori athéniak ruházata egyszerű, dísztelen volt: mindössze egyenes vonalú tunikából, köpenyből, kendőből tevődött össze. (A spártaiak pedig mindössze egyetlen lenvászon köpenyt viseltek és egy botot hordtak magukkal.) A meztelen test látványa a férfiak esetében nem keltett visszatetszést, inkább az erőt és szépséget látták benne. A nők, különösen a „tisztes polgárasszonyok” ruházata viszont igen szemérmes volt. A férfiak, fiúk a gümnaszionban meztelenül végezték testgyakorlataikat (a gümnosz jelentése meztelen). A férfiak az esti lakomákon is gyakran leoldották vállukról a tunikájukat.
A férfiak legfőbb ruhadarabja az egyetlen négyszögű gyapjú- vagy lenvászon darabból készült khitón, a későbbi római vagy görög tunika elődje volt. A váll fölött gyakran fémcsattal (fibula), derékban övvel fogták össze. Az i. e. 5. századtól terjedt el egy másfajta tunikaviselet, elsősorban a dolgozók körében, az exomisz, amely szabadon hagyta az egyik vállat. Csak a bal váll felett kötötték meg, így a jobb kar szabadon maradt.
Télen a hideg ellen két-három méteres gyapjúszövetet, hirnationt viseltek a tunikájuk fölött. Jobboldalt redőkbe szedték az anyagot, a bal vállon pedig visszahajtották. A gazdagok külön rabszolgát tartottak arra, hogy ruházatuk redőit megfelelően elrendezzék, mielőtt a nyilvánosság elé léptek. Esőben a szövet sarkából csuklyát lehetett formálni.
A nők tunikája hasonlóan négyszögletes anyagból készült, a klasszikus változat neve peplosz volt, ami gyapjúból készült, bokáig ért, és a vállnál fibulák tartották össze. Derékban övvel fogták össze, kiemelendő a test vonalát. A fiatal lányok peplosza gyakran szabadon hagyta az egyik combot. A nők természetesen ezeket az alapvetően egyszerű ruhadarabokat is sokféleképpen variálták, díszítették az adott divatnak megfelelően.

### Lábbelik
A görögök általában mezítláb jártak, legfeljebb sarut, szandált kötöttek a lábukra. Ezeket a cipész méretre készítette; a paratölgyből, fából vagy bőrből kivágott egyszerű talpat szíjakkal erősítették a bokához és a láb nagyujjához. A női szandálokat élénk színűre festették, és már sarokemelőt is alkalmaztak.

„Egyszer csak megláttam Szókratészt kimosdottan, szandállal a lábán, s ez igen szokatlan látvány volt.”

– Platón

### Fejfedők
A görögök általában nem viseltek fejfedőt, de az erős nap ellen szalmakalapot, a hideg ellen gyapjúsapkát, kutya- vagy rókabőrből készült sapkát hordtak. A gazdag városiak magas kalapot is viseltek. Az asszonyok gyakran a fejükre hajtották felsőruhájuk egyik sarkát.
A nők körében a minél fehérebb bőr volt a divat, ezért a tehetősek mindenféle módon védekeztek a lebarnulás ellen. Kis napernyőt hordtak magukkal, vagy éppen a rabszolgájuk haladt mögöttük nagy ernyővel.

### Ékszerek
A legértékesebb ékszerek aranyból készültek. Ebben a korban a filigrán kezdte kiszorítani az egyéb aranyékszereket. Készültek ékszerek ezüstből, bronzból, vasból is, drágakövekkel, üveggyöngyökkel díszítve. A női ékszerek ebben a korban is rendkívül változatosak voltak, de a férfiak is viselhettek ékszert. A gazdag férfiak gyakran hordtak pecsétgyűrűt, a fiatalemberek aranykarikát is viselhettek a bokájukon, az idős urak aranykabócát tűztek a hajukba.

## Testápolás, szépítkezés
A görög nők és férfiak nagy gondot fordítottak a testápolásra és a szépítkezésre. A magyar higiénia szó, mint sok más nyelv hasonló szava, Hügieiának, a tisztaság és egészség görög istennőjének nevéből származik. A nők otthon, a férfiak gyakran a közfürdőkben tisztálkodtak. Mosdáshoz természetes szivacsot és többféle tisztítószert, fahamut, meszet, szódát, kálium-nitrátot vagy egyszerűen agyagot használtak. Bőrük kímélése érdekében a fürdés és a mosószerek alkalmazása után beolajozták a testüket. Gondosan ápolták kéz- és lábkörmeiket is.
A kacérabb nők és a kurtizánok erősen festették az arcukat. Három fő színt használtak, a fehéret, a piros különböző árnyalatait és a feketét. Az alapozó fehér festék ólomtartalmú, ezért hosszú távon mérgező volt. A vörös festékek alapanyaga például a cinóber, a realgár, a vörös vasokker, a hólyagmoszat, atracélgyökér, henna, szeder vagy akantusz lehetett. A fekete kihúzó festéket koromból és antimonból készítették.

### Illatszerek
A görögök ősidők óta kedvelték az illatos növényeket. Az olümpiai játékok győztesei babér-, az ifjú házasok pedig mirtuszkoszorút kaptak. Ünnepek alkalmával szívesen viseltek a nyakukban virágfüzért, rózsából, violából, liliomból, nárciszból.
A virágok illatanyagával kezdődött a parfümkészítés. A növényeket préselték, áztatták, sűrítették, olajeszenciákat gyártottak belőlük. A leggyakoribb alapanyag a levendula, a nőszirom, a szittyó, a majoránna, a rózsa és a zsálya volt. Használtak egzotikus növényeket is, mint az egyiptomi kontyvirág és a kapor, a Keletről származó mirha és fahéj, a lüdiai olaj vagy a Líbiából importált ánizsgyökér. A mandula-, szezámmag- és főleg az olívaolajat avasodás ellen megsózták, és gyantákat, fixálóanyagokat készítettek belőlük.
Az i. e. 4. században divatba jöttek a kevert illatszerek, mint például a mirha, a Kelet-Ázsiában honos illatos, fürtös sztórax, a fahéj, a macskagyökér és a sáfrány keverékei. Az illatszerkészítők állati eredetű anyagokat is felhasználtak, például a hódfélék, a pézsma, a cibetmacskafélék vagy a nagy ámbráscet illatanyagát. Az egzotikus, távolról szállított alapanyagok némelyike egész vagyont ért, nem is beszélve aztán a belőlük készült termékekről. Egy híres korabeli parfüm, a megaleion, egy illatszergyáros után kapta nevét. Az athéni agorán nagy parfümkereskedés is működött.
A parfüm a női érzékiség jelképe is volt, a kurtizánok is bőségesen alkalmazták. A nők egy része teste különböző részeire különböző illatszereket használt. A lábára, combjára egyiptomi, a nyakára és keblére föníciai parfümöt vitt fel, szemöldöke és hajkoronája majoránnaillatú volt, tarkójára és térdére pedig kakukkfüvet dörzsölt.
A szépítkezéshez használt olajat, illatszereket kis kerámiaedényekben, alabasztronokban tárolták, amelyekből sok fennmaradt, csakúgy mint a sokféle anyagból készült fésűk, valamint az egyik oldalukon csiszolt bronzlemezből készült tükrök.

### Hajápolás, szőrtelenítés
Mind a férfiak, mind a nők nagy figyelmet fordítottak hajviseletükre. A hosszú haj általában a szabad emberek szimbóluma volt, a rabszolgák rövid hajat hordtak, vagy leborotválták a fejüket. A parókát is alkalmazták, a férfiak kopaszságuk, a nők az őszülés leplezésére. A sötét hajszín érdekében babér- vagy cédrusolajat is használtak.
A férfiak szívesen növesztettek rövid bajuszt és/vagy szakállt. A városi hölgyek körében elterjedt volt az epilálás, szőrtelenítés, bronz- vagy obszidiánpengés borotvával vagy a kis olajlámpával történő égetéssel, akár a legérzékenyebb helyeken is. Erről tanúskodik egy fennmaradt ókori irodalmi részlet, amelyben egy nő így szól olajlámpásához:

„Csak te vagy, aki megvilágítod combjaim legrejtettebb zugait, te gyújtod lángra azokat a szőrszálakat, amelyek ott borulnak virágba ...”

## Ünnepek
Az athéni vagy attikai naptárrendszer csak egy volt a görög városállamok számos különböző naptára közül, és ebben a korban is több jelentős változáson ment keresztül. Emiatt a modern rekonstrukciója is nehézségekbe ütközik. Annyi bizonyos, hogy az athéniak hivatalos naptára egy magas tisztségviselő, arkhón felügyelete alatt állt. Ő szabályozta pontosan a vallási ünnepek dátumát. Az arkhónnak jogában állt az ünnepek meghosszabbítása vagy lerövidítése is, ha a rendezvények érdekében ezt szükségesnek tartotta. Athénban minden hónapban hét nap állt rendelkezésre a tiszteletadásra a legfőbb istenségek előtt. Bizonyos ünnepekből mind a tizenkét hónapra jutott, de léteztek csak négy évente megtartott események is. Összességében az athéni naptár évente 120 ünnepnapot tartalmazott, de a rabszolgák munkájára ez persze nem vonatkozott.

## A szabadidő

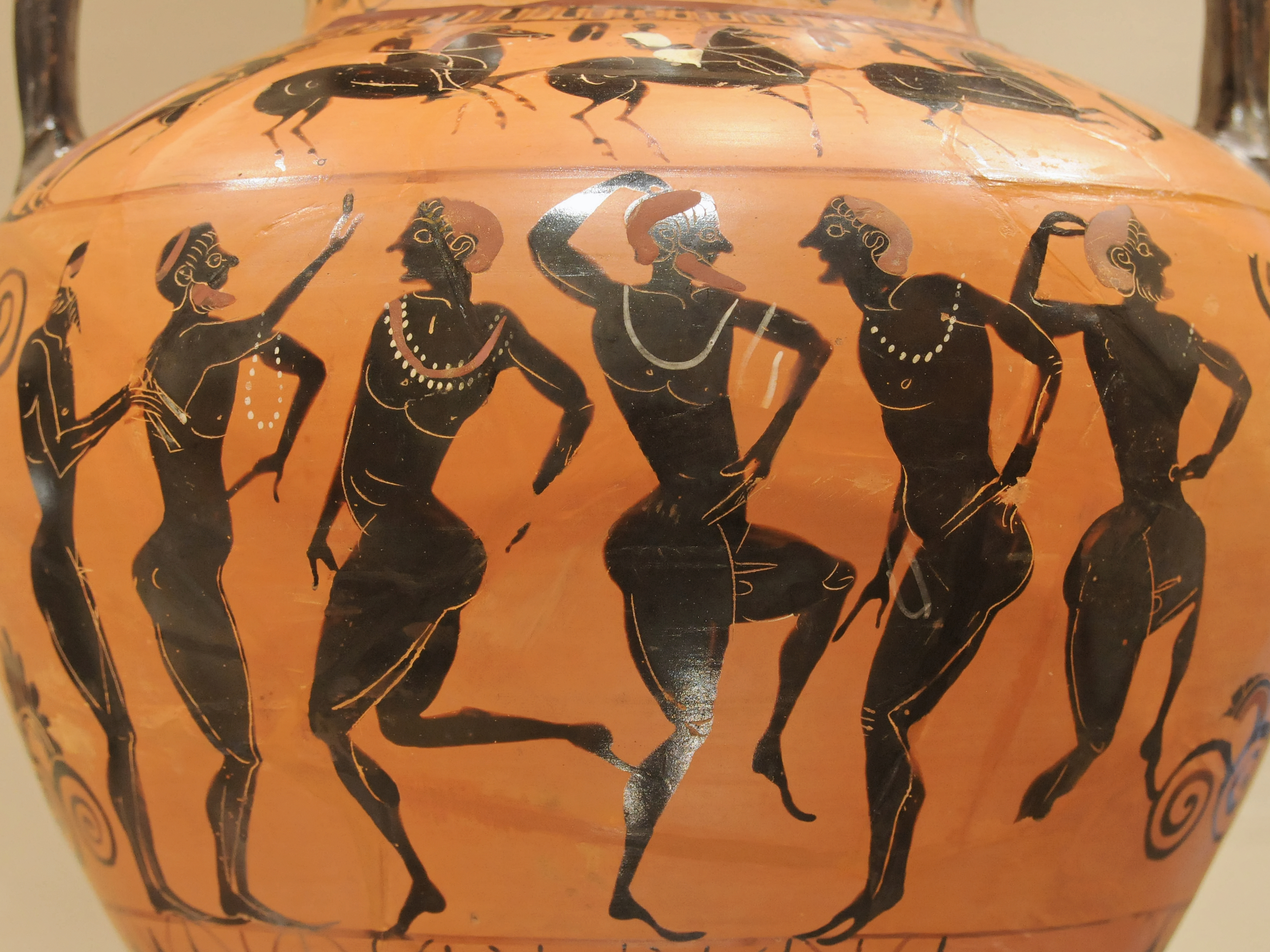
Táncosok

A gazdagok körében gyakori esti lakomák az étkezés mellett a szórakozás fontos színterei voltak. A jelen lévő hetérák, auloszos és kitharás lányok nem csak a zenei, hanem a testi szükségletek kielégítéséről is gondoskodtak. A nagyobb rendezvényeken artistákat, balett-táncosokat is felléptettek. Gyakran megjelentek hívatlan vendégek is, akik bohócjelenetekkel, tréfákkal szórakoztatták a vendégeket némi étel és ital reményében. A vendégeknek maguknak is kellett szerepelniük: például a skolion-éneklés során egy mirtuszágat adtak körbe, és aki a kezébe kapta, annak egy versszakot rögtönözve kellett énekelnie. A duhajkodás vége is zajos volt: a vendégek hazafelé általában énekelve, a kapukat döngetve, verekedve járták az utcákat. Emellett azonban a lakomák gyakran emelkedett beszélgetések helyszínéül is szolgáltak, amint arról az ókori görög irodalom számos híres alkotása tanúskodik.
A lakomákon, de azoktól függetlenül is, gyakran tettek fel a görögök találós kérdéseket egymásnak. Az egyszerűbbeken túlmenően sok volt az olyan fejtörő játék is, ami komoly földrajzi és/vagy irodalmi ismereteket kívánt, egyfajta műveltségi vetélkedő jellegét öltötte. Népszerűek voltak a különböző kockajátékok és táblajátékok, mint az ostábla is.
A fiatal férfiak szívesen sportoltak. Fontosnak tartották az egészséges életet, és a sport fontos szerepet játszott a harcosok nevelésében is (az „atléta” szavunk a harc görög nevéből származik). Nagy kultusza volt a szép emberi testnek, így a sportot a testépítés érdekében is űzték.

### Színház
A görög színház a Dionüszosz isten tiszteletére tartott ünnepségekből eredt. Ezeken az istentiszteleteken a magasztaló költeményeket szavalt egy kórus az oltár körül. Athénban az i. e. 5. század elején az Akropolisz alatti a Dionüszosz Eleutheriosz-templom mellett építették fel Dionüszosz színházát, ami húszezer nézőt fogadhatott be. Ez lett a többi görög színház mintája. Mivel az előadások kultikus eseménynek is számítottak, azokon meg kellett jelennie a város valamennyi (nem rabszolga) lakójának, a nőknek is.

### Ének, zene, tánc
A görögök ünnepi és mindennapi szórakozásában egyaránt nagy szerepet kapott az ének, a zene, a tánc. Nagyon sokféle húros, fúvós és ütőhangszert ismertek, a legnépszerűbb a teknős páncéljából készült héthúros líra volt. Sokféle táncot ismertek, és gyakoroltak a vallási szertartások, az aratóünnepek, szüreti mulatságok, családi események alkalmával. A vallási táncok általában lassú, kimért jellegűek voltak. A vidám lakomákon viszont sebes, könnyed, gyakran féktelen táncokat jártak.
Mindennapos volt a vándordalnokok megjelenése is a városban, akik a hősköltemények általuk előadott részleteit általában pengetős hangszeren, lírán kísérték.

### Játékok
A gyermekek mellett a felnőttek is szívesen játszottak, a legnépszerűbbek persze a szerencsejátékok voltak, kockával vagy pénzérmékkel. Népszerű volt a polisz nevű stratégiai táblajáték, ami a sakkra is emlékeztet. Sokak szenvedélye volt a kakasviadal is.